# 前橋市
前橋市（まえばしし）は、群馬県の中南部に位置する市。群馬県の県庁所在地であり、中核市に指定されている。県内では高崎市に次ぐ第2位の人口を抱える。
1889年に東群馬郡前橋町として町制施行。1892年市制。2001年に特例市、2009年に中核市へ指定される。周辺町村の編入により、旧勢多郡（旧東群馬郡及び旧南勢多郡）・旧群馬郡（旧西群馬郡）・佐波郡（旧那波郡）の区域にまたがっている。

## 概要
戦国時代には厩橋という地名であり、江戸時代に前橋に改められた。
江戸時代には前橋城を藩庁とした前橋藩の城下町となった。1767年（明和4年）の前橋城の崩落を受け、城主の松平家が川越城（埼玉県川越市）に移転したことから川越藩領となったものの、1867年（慶応3年）に松平直克が帰城して再び前橋藩となった。
明治時代には製糸業で栄えた都市の一つとなった。第二次世界大戦後は工場誘致を積極的に行い、同時に区画整理を推進した。群馬県の県庁所在地である一方、県内の交通・商業の中心は上越新幹線・北陸新幹線も停車する高崎駅を擁する高崎市が担っており、前橋市は行政都市である。隣接する高崎市との双子都市であり、高崎市を包括する前橋都市圏は都市圏としては北関東最大の規模である。かつては前橋市ではなく、高崎市が県庁所在地であった時期も存在する。
2001年4月1日に特例市に指定、2009年4月1日に中核市へ移行した。行政の中心地域は旧東群馬郡前橋町を中心とする地域である。
ニュースなどでは「まえばし」の「え」の部分のみが高いアクセントで読まれるが、地元では平板型アクセントで発音するのが普通である。「前橋市」と読むときの「まえばし」である。NHKでは2016年にアクセント辞典を改訂した際、「まえ＼ばし」を第1アクセントとしつつ、平板型の発音も「地元放送局アクセント」として許容している。
市章は1909年の制定で、旧前橋藩主・越前松平氏の馬印「輪貫」（わぬき）から採用された。外円と内円の半径比は1対0.73に規定されている。
市歌は1982年11月1日制定の「赤城嶺に」（作詞・和田利男、作曲・川崎祥悦）。日本の自治体歌としては珍しい交声曲（カンタータ）で、通常は後半3分の1に当たる部分の短縮版が演奏されるが完全版は約30分に及ぶ長大な楽曲である。

## 「前橋」の地名

### 厩橋から前橋へ
『前橋風土記』『直泰夜話』が前橋の古名を厩橋と伝える通り、前橋という地名が生まれる前、戦国時代の地名は厩橋であった。
「厩橋」の確実な文献上の初出は大永7年（1527年）の「長尾顕景書状」に現れる「厩橋宮内大輔」という人名である。
「前橋」の表記が初めて現れるのは天正17年（1589年）の「北条家人数付」（『群馬県史・資料編7』『新編高崎市史・資料編4』所収）であり、これ以降「厩橋」と「前橋」が混在して使われている。
『直泰夜話』には酒井忠挙の時代に公儀に届出をして「厩橋」から「前橋」に改めたとあるが、史料上はそれより前の酒井忠清時代の慶安2年（1649年）以降は一貫して「前橋」表記となる。

### 「まやはし」と「まへはし」
「厩橋」の読みは通説では「まやは（ば）し」とされてきた。
その根拠は、前述の「長尾顕景書状」と一連のものである「徳雲軒性福条書写」において「まやはし殿」が現れる他、長楽寺の僧義哲による『永禄日記』（永禄8年（1565年））では「マヤ橋」、酒井忠世による元和年間の文書にも「まやはし」とあるためである。このため、「厩橋＝うまやはし」から「まやはし」に音が転化し、それに対し「前橋」と書かれるようになった、と説明されてきた。
他方で、「厩橋」を「まへはし」と読む史料も存在し、1510～1560年と推定される和歌山県熊野那智大社実報院『諸国旦那之大帳』で、「まへはし殿」が現れる。また天文21年（1552年）に日叙（身延山久遠寺15世）が満善寺（伊勢崎市）で書いた「仁王経科註見聞私」の奥書に「厩橋」に「マヘハシ」との振り仮名がある。
「前橋」表記が生まれる前から併存していた「まやはし」と「まへはし」の読みであるが、地名表記が「前橋」に統一された後も両者は併存し続け、万延元年（1860年）の各国武鑑においても「まやはし」との記述が見られる。

### 「厩橋」の由来に関する俗説と批判

#### 平岩親吉由来説
『直泰夜話』に、「平岩殿など在城のころは、利根川細くて、厩廓より利根川に橋を架けて、古市村の方へ往来有りし故、厩橋と申し候。」とあるが、上述の通り厩橋は平岩氏入城以前からある地名である。

#### 駅（うまや）由来説
尾崎喜左雄『前橋小史』などに引かれる説で、古代東山道の駅のうち、群馬（くるま）の駅は上野国府（元総社町）付近と想定されるところ、その駅の近くにあった橋に由来して厩橋という地名が付けられたとする。
しかしながら、上述のように厩橋の地名の初出は戦国時代であり、それ以前は『吾妻鏡』『東路の津登』といった近辺の地名（大胡、青柳など）の現れる文献中にも見られない。したがって、厩橋を古代の駅に由来する地名とみるには、史料が不足している。

## 地理（2009年以後）
平成の合併により、面積は2倍ほどになった。

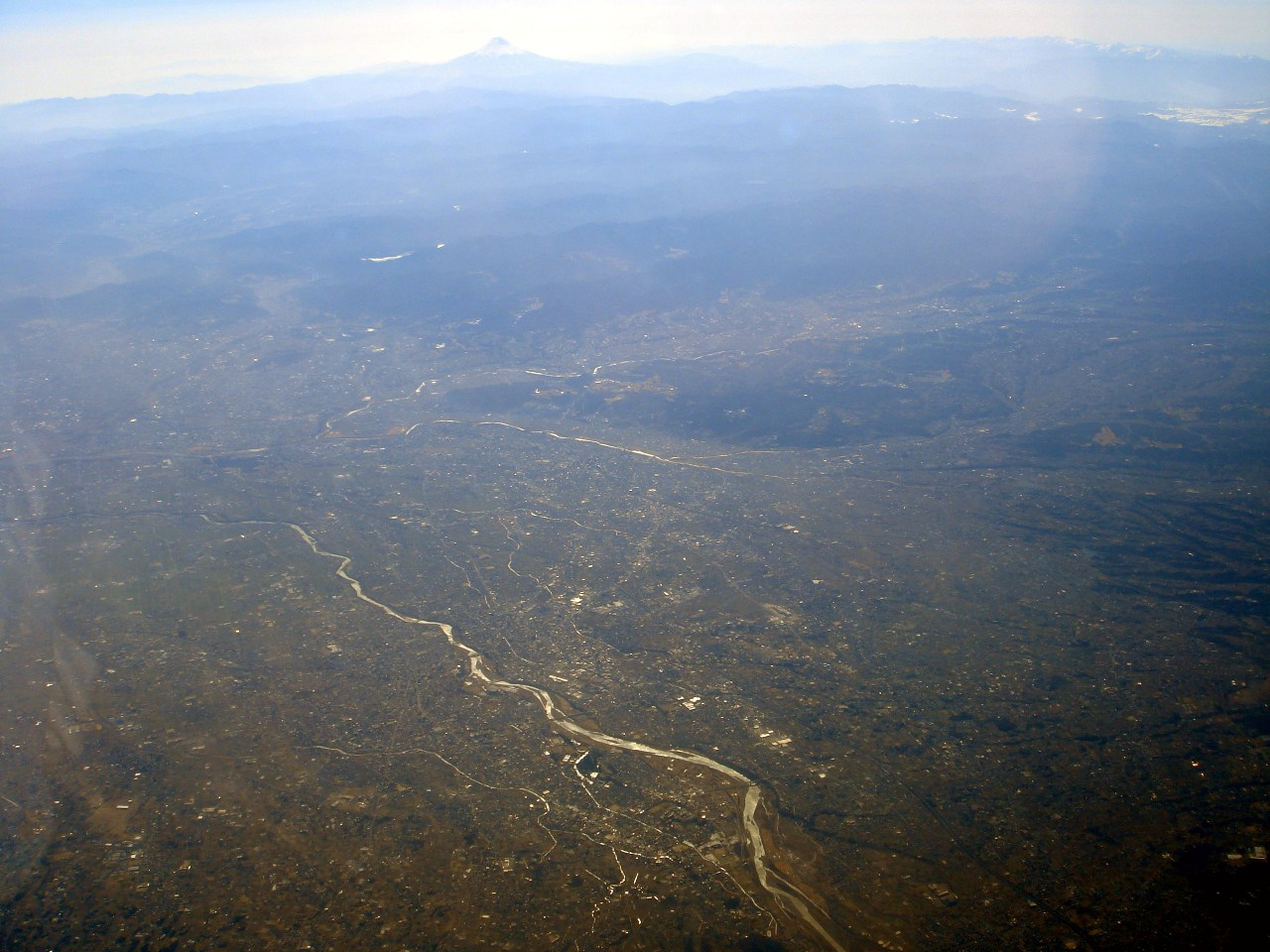
JR東日本群馬総社駅近辺を蛇行する利根川と前橋市街。利根川の奥は烏川。

そのため、現市域は関東平野の北西端、赤城山の南麓から平野にかけて位置する。全国の都道府県庁所在地では海から最も遠い。
市内には利根川、広瀬川などの利根川水系が流れる。
広瀬・桃ノ木川以北は赤城山麓（丘陵、扇状地、緩やかな平地）が広がる。広瀬・桃ノ木川以西南は広瀬低地面帯、利根・端気川以西は前橋台地である。
中心の鉄道交通は両毛線で、特に前橋駅と駒形駅があるが、群馬県の主要幹線（北陸新幹線・上越新幹線および高崎線）から外れている。よって、主要の停車駅の高崎駅へ行くには、新前橋駅を経由しなければならない。
上毛電気鉄道も存在するが、始発点ともに他の幹線に接続していないため利用者は少なく、主要であるとは言えない。
また、海岸より100km以上離れた内陸に位置するにもかかわらず、現市域の中南部以南は海抜が100m前後と低い。また、市の北部には海抜1,000m以上の地点も存在し、旧富士見村の赤城山(特に黒檜山)南面は1,800m以上の地点がある一方、下阿内町の利根川河川敷では海抜60m強である。よって、市内で標高差が1,700m以上もある。
なお、最高地点は約1,826mで、黒檜山(1,828m)山頂より僅かに南にずれた地点である。
- 山岳：赤城山系 − 駒ヶ岳(1,685m)、地蔵岳(1,674m)、長七郎山(1,579m)、荒山(1,572m)、鈴ヶ岳(1,565m)、鍋割山(1,332m)
- 河川・用水：利根川、広瀬川、桃ノ木川、荒砥川、赤城白川、粕川、寺沢川、大正用水、群馬用水
- 湖沼：大沼、小沼、覚満淵、千貫沼、荒子沼、五料沼、乾谷沼、吉沼

### 気候
太平洋側気候と内陸性気候を併せ持つ。冬の群馬県は新潟県・長野県から北西の季節風が吹き、県境の山岳部に甚大な積雪をもたらす。が、県中部の前橋市域に達するころには乾燥している。この季節風は「からっ風」や、赤城山を吹き下ろすため「赤城颪」と呼ばれる。この影響で冬は晴天の日が多いが、数年に一度30cmを超える激しい大雪に見舞われることもあり、平成26年の大雪で前橋観測所は観測所の史上最高となる最深積雪73cmを記録した。
群馬県の平野部にある前橋市、伊勢崎市から埼玉県熊谷市にかけての高崎線沿線沿いの上武地域は冬の最低気温が比較的高く、南関東内陸部の地点（東京都府中市、八王子市、神奈川県海老名市、千葉県佐倉市など）よりも高いことが多い。
夏は内陸部に位置するため地表が温まりやすく、埼玉県熊谷市などと並び暑さが烈しい。2001年（平成13年）7月24日には最高気温40.0°Cを観測。気象官署 で40°C以上の最高気温を観測したのは、1978年（昭和53年）8月3日に山形県酒田市で最高気温40.1°Cを観測して以来23年ぶりであり、平成初の記録であった。それから約24年後の2025年（令和7年）8月5日には最高気温41.0℃を観測し、これまで全都道府県庁所在地の中で最も高い気温であった山形県山形市の40.8℃（1933年（昭和8年）7月25日）を約92年ぶりに上回った。更に、この高温多湿などにより、雷が多い特徴がある。
| 前橋市昭和町（前橋地方気象台、標高112m）の気候               | 前橋市昭和町（前橋地方気象台、標高112m）の気候 | 前橋市昭和町（前橋地方気象台、標高112m）の気候 | 前橋市昭和町（前橋地方気象台、標高112m）の気候 | 前橋市昭和町（前橋地方気象台、標高112m）の気候 | 前橋市昭和町（前橋地方気象台、標高112m）の気候 | 前橋市昭和町（前橋地方気象台、標高112m）の気候 | 前橋市昭和町（前橋地方気象台、標高112m）の気候 | 前橋市昭和町（前橋地方気象台、標高112m）の気候 | 前橋市昭和町（前橋地方気象台、標高112m）の気候 | 前橋市昭和町（前橋地方気象台、標高112m）の気候 | 前橋市昭和町（前橋地方気象台、標高112m）の気候 | 前橋市昭和町（前橋地方気象台、標高112m）の気候 | 前橋市昭和町（前橋地方気象台、標高112m）の気候 |
| 月                                                           | 1月                                            | 2月                                            | 3月                                            | 4月                                            | 5月                                            | 6月                                            | 7月                                            | 8月                                            | 9月                                            | 10月                                           | 11月                                           | 12月                                           | 年                                             |
| ------------------------------------------------------------ | ---------------------------------------------- | ---------------------------------------------- | ---------------------------------------------- | ---------------------------------------------- | ---------------------------------------------- | ---------------------------------------------- | ---------------------------------------------- | ---------------------------------------------- | ---------------------------------------------- | ---------------------------------------------- | ---------------------------------------------- | ---------------------------------------------- | ---------------------------------------------- |
| 最高気温記録 °C （°F）                                       | 22.0 (71.6)                                    | 24.6 (76.3)                                    | 27.4 (81.3)                                    | 32.4 (90.3)                                    | 36.5 (97.7)                                    | 39.5 (103.1)                                   | 40.0 (104)                                     | 41.0 (105.8)                                   | 38.1 (100.6)                                   | 33.0 (91.4)                                    | 27.3 (81.1)                                    | 25.2 (77.4)                                    | 41.0 (105.8)                                   |
| 平均最高気温 °C （°F）                                       | 9.1 (48.4)                                     | 10.0 (50)                                      | 13.5 (56.3)                                    | 19.3 (66.7)                                    | 24.2 (75.6)                                    | 26.8 (80.2)                                    | 30.5 (86.9)                                    | 31.7 (89.1)                                    | 27.3 (81.1)                                    | 21.7 (71.1)                                    | 16.4 (61.5)                                    | 11.5 (52.7)                                    | 20.2 (68.4)                                    |
| 日平均気温 °C （°F）                                         | 3.7 (38.7)                                     | 4.5 (40.1)                                     | 7.9 (46.2)                                     | 13.4 (56.1)                                    | 18.6 (65.5)                                    | 22.1 (71.8)                                    | 25.8 (78.4)                                    | 26.8 (80.2)                                    | 22.9 (73.2)                                    | 17.1 (62.8)                                    | 11.2 (52.2)                                    | 6.1 (43)                                       | 15.0 (59)                                      |
| 平均最低気温 °C （°F）                                       | −0.5 (31.1)                                    | 0.0 (32)                                       | 3.1 (37.6)                                     | 8.2 (46.8)                                     | 13.6 (56.5)                                    | 18.0 (64.4)                                    | 22.0 (71.6)                                    | 23.0 (73.4)                                    | 19.3 (66.7)                                    | 13.2 (55.8)                                    | 6.9 (44.4)                                     | 1.9 (35.4)                                     | 10.7 (51.3)                                    |
| 最低気温記録 °C （°F）                                       | −11.8 (10.8)                                   | −9.0 (15.8)                                    | −7.8 (18)                                      | −3.1 (26.4)                                    | 0.3 (32.5)                                     | 6.0 (42.8)                                     | 11.9 (53.4)                                    | 13.6 (56.5)                                    | 8.4 (47.1)                                     | 0.6 (33.1)                                     | −3.5 (25.7)                                    | −7.4 (18.7)                                    | −11.8 (10.8)                                   |
| 降水量 mm （inch）                                           | 29.7 (1.169)                                   | 26.5 (1.043)                                   | 58.3 (2.295)                                   | 74.8 (2.945)                                   | 99.4 (3.913)                                   | 147.8 (5.819)                                  | 202.1 (7.957)                                  | 195.6 (7.701)                                  | 204.3 (8.043)                                  | 142.2 (5.598)                                  | 43.0 (1.693)                                   | 23.8 (0.937)                                   | 1,247.4 (49.11)                                |
| 降雪量 cm （inch）                                           | 8 (3.1)                                        | 9 (3.5)                                        | 2 (0.8)                                        | 0 (0)                                          | 0 (0)                                          | 0 (0)                                          | 0 (0)                                          | 0 (0)                                          | 0 (0)                                          | 0 (0)                                          | 0 (0)                                          | 1 (0.4)                                        | 19 (7.5)                                       |
| 平均降水日数 （≥0.5 mm）                                     | 3.5                                            | 4.4                                            | 8.3                                            | 9.0                                            | 10.6                                           | 14.5                                           | 16.6                                           | 14.0                                           | 13.4                                           | 9.9                                            | 6.1                                            | 3.8                                            | 114.2                                          |
| 平均降雪日数                                                 | 7.6                                            | 7.9                                            | 5.6                                            | 0.5                                            | 0.0                                            | 0.0                                            | 0.0                                            | 0.0                                            | 0.0                                            | 0.0                                            | 0.2                                            | 4.2                                            | 26.1                                           |
| % 湿度                                                       | 54                                             | 52                                             | 52                                             | 55                                             | 60                                             | 70                                             | 73                                             | 72                                             | 72                                             | 68                                             | 62                                             | 57                                             | 62                                             |
| 平均月間日照時間                                             | 213.1                                          | 201.2                                          | 211.0                                          | 205.2                                          | 197.4                                          | 138.5                                          | 146.3                                          | 167.7                                          | 134.9                                          | 155.6                                          | 181.0                                          | 202.0                                          | 2,153.7                                        |
| 出典：気象庁（平均値：1991年 - 2020年、極値：1896年 - 現在） |                                                |                                                |                                                |                                                |                                                |                                                |                                                |                                                |                                                |                                                |                                                |                                                |                                                |

### 現在隣接する自治体
- 高崎市、桐生市、伊勢崎市、渋川市、沼田市
- 北群馬郡吉岡町、榛東村
- 佐波郡玉村町

## 歴史

### 先史
旧石器時代
- 相沢忠洋によって報告された茂木町三屋の三屋遺跡をはじめとして、旧勢多郡大胡町では水押遺跡（堀越町水押）、一本松遺跡（河原浜町一本松）、上大谷遺跡（上大屋町）といった遺跡から尖頭器などの旧石器が発見されている。[14]
- 旧勢多郡富士見村の富士見町小暮所替戸、富士見町市之木場松原の関東ローム層中から旧石器が発見されている。[15]
- 旧勢多郡宮城村では、前橋市指定史跡の枡形遺跡（苗ヶ島町桝形）をはじめとして、石関町、柏倉町、苗ヶ島町泉原から旧石器時代の遺跡が発見されている。[16]

縄文時代
- 荒砥、桂萱、芳賀、南橘、宮城、粕川、大胡、富士見などの赤城南麓の地域や、総社町総社などで多数の縄文土器や住居跡が発掘されている。[17]
- 縄文時代の遺跡では、市之関町の市之関縄文前期遺跡、粕川町室沢の大平縄文住居跡遺構、大林縄文住居跡遺構が前橋市指定史跡となっている。

弥生時代
- 旧市域及び旧大胡町の地域では、縄文時代と比較して弥生時代の遺物の出土はきわめて少ない。[18][19]とはいえ、荒口町、総社町植野、小神明町、富士見町原之郷、東金丸町などに発掘調査の行われた弥生時代の遺跡が存在する。

### 古代
古墳時代

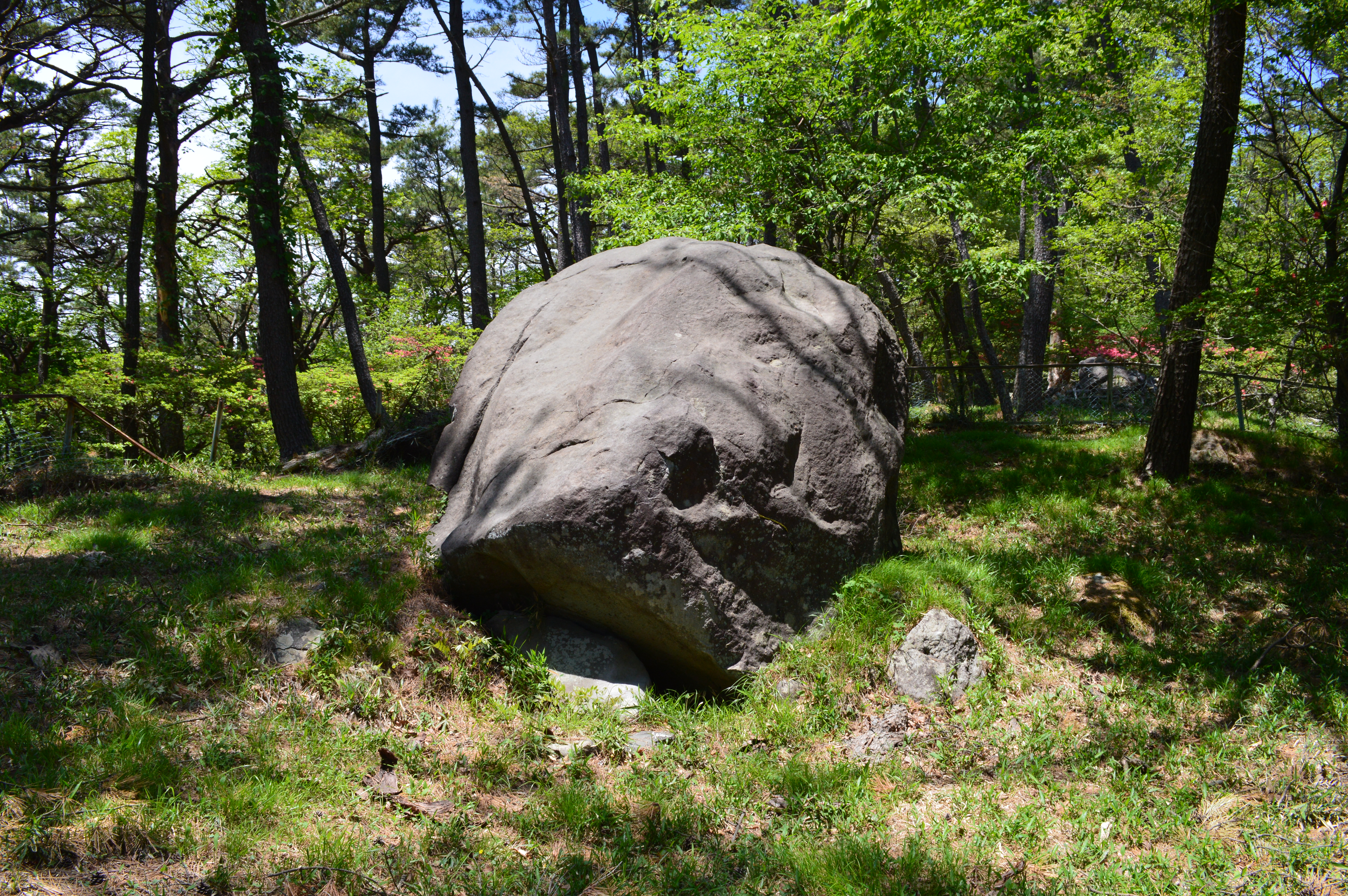
櫃石

- 前橋市内にはおびただしい数の古墳が所在しており、1935年（昭和10年）の群馬県下一斉調査の結果をまとめ刊行した『上毛古墳綜覧』によれば県下の古墳8423基のうち現在の前橋市内に位置するものは918基である（ただし現在では古墳と認められないものも含んでおり、逆に記載漏れの古墳もある）。
- 古墳のうち国指定史跡のものが6件11基、群馬県指定史跡のものが5件5基、前橋市指定史跡のものが17件17基ある。
- 朝倉・広瀬地区の朝倉・広瀬古墳群（国指定史跡2件2基など）、西大室町の大室古墳群（国指定史跡3件4基）、総社地区の総社古墳群（国指定史跡5基）など、大古墳を有する古墳群が各地に見られ、上毛野君、朝倉君、有馬君（阿利真公）等の豪族との関連が指摘されている。[20]
- 古墳時代の遺物では、前橋天神山古墳出土品が国の重要文化財に指定されている他、カロウト山古墳石棺が中川小学校に、埴輪踊る男子像が芳賀小学校に所蔵され前橋市指定文化財となっている。
- 三夜沢町に所在する櫃石は、古墳時代の勾玉や土師器も出土する古代祭祀遺跡で、群馬県指定史跡に指定されている。

飛鳥時代
- 藤原宮跡から「上毛野国車評桃井里大贄鮎」と記した木簡が出土しているが、「車評」とはのちの群馬郡であり、ここに上野国府が置かれた。現在の元総社町周辺、総社神社から関越自動車道の一帯が、国府の区域と推定されている[21]。
- 総社町総社の山王廃寺跡は国の史跡に指定されている古代寺院跡で、上毛野氏のような有力豪族の氏寺で、当時は「放光寺」という名前だったと考えられている。

奈良時代
- 上野国分寺・国分尼寺は群馬郡に置かれ、元総社町から高崎市東国分町・引間町にかけて国指定史跡上野国分寺跡が位置し、その約500メートル東に国分尼寺が存在したと考えられている。
- 国郡里制において現在の前橋市に含まれる地域としては那波郡、勢多郡、群馬郡があげられるが、平安時代の『倭名類聚抄』には那波郡7郷、勢多郡9郷、群馬郡13郷が記載されているので、その一部が前橋市内に該当すると考えられる。

平安時代
- 赤城神社は『続日本後紀』承和6年（839年）に赤城神が従五位下の神階を授けられたとあるのが史書における初出で、『延喜式』神名帳には勢多郡の名神大社として記載されているが、論社は前橋市内に複数存在する。
- 平将門の乱では上野国府が平将門軍に占領された。
- 女堀は平安時代後期に掘られた未完成の灌漑用水路跡で、市内の富田町、二之宮町、飯土井町、東大室町および伊勢崎市下触町に分散して残る遺構が国の史跡に指定されている。

### 中世
鎌倉時代

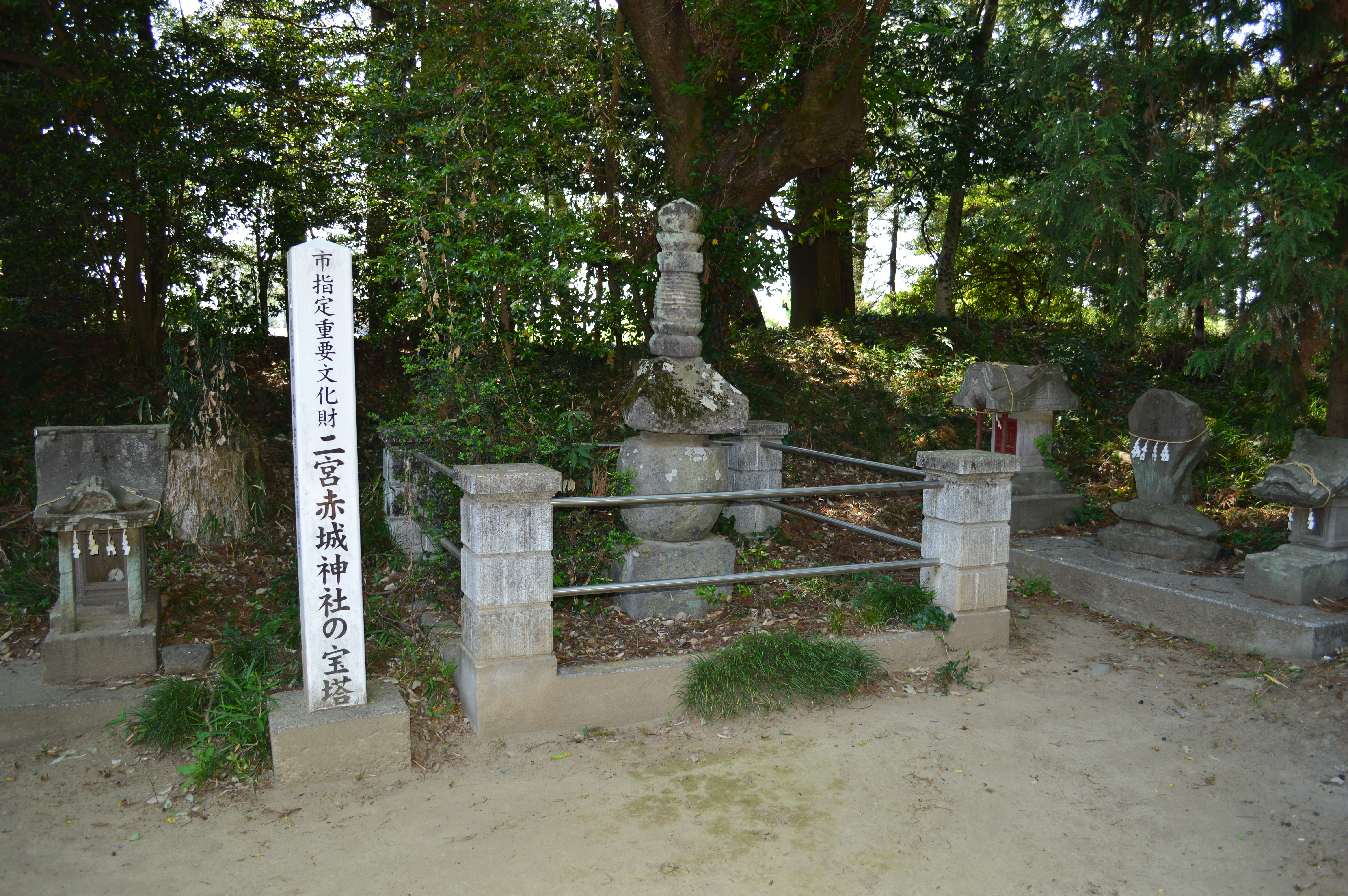
二宮赤城神社の宝塔

- 『義経記』『平家物語』『平治物語』といった鎌倉時代成立の軍記物語には上野国の武士として「大胡太郎」「大室太郎」などの名が登場し[22]、『吾妻鏡』においても大胡太郎をはじめとする大胡氏の御家人が現れる。
- 前橋市内に存在した中世の荘園としては、拝志庄、大室庄、青柳御厨、細井御厨の名が史料上確認できる。
- 粕川流域の赤城南麓に、中世の多宝石塔で塔身が甕形の特徴を有するものが分布していることから、これらを赤城塔と称する[23]。小鳥が島の宝塔（応安5年（1372年）、富士見町赤城山）が塔下より出土した鏡及び経筒残決とともに群馬県指定重要文化財に指定されているほか、山王の宝塔（南北朝時代、山王町）、二宮赤城神社の宝塔（南北朝時代、二之宮町）、富田の宝塔（室町時代、富田町）、大福寺の宝塔（応永25年（1418年）、鳥羽町）、観昌寺の宝塔（南北朝時代、西大室町）、江木の宝塔（室町時代、江木町）、宿の平の宝塔（元享4年（1324年）、苗ヶ島町）、小林の赤城塔（苗ヶ島町）、鼻毛石の宝塔（南北朝時代、鼻毛石町）、三夜沢赤城神社の宝塔（三夜沢町）、赤城塔（並木道祖神）（苗ヶ島町）、三ケ尻の宝塔（鎌倉時代、粕川町深津）、珊瑚寺の多宝塔（室町時代、富士見町石井）、時沢の多宝塔（南北朝時代、富士見町時沢）が前橋市指定重要文化財となっている。

南北朝時代
室町時代
- 蒼海城（元総社町）は千葉常胤が築き、関東長尾氏の祖で上野守護代を務めた長尾景忠の子、景行が永享年間に奥州釜田城から移ったと『上毛伝説雑記拾遺』は伝える[24]。景行の子忠房が惣社長尾氏の祖とされる。
- 永禄3年（1560年）上杉謙信は関東に侵攻し厩橋城に入る。謙信が厩橋城に置いた武将は北条高広で、高広の寄進状が前橋八幡宮、三夜沢赤城神社、善勝寺などに残っている。
- 『甲陽軍鑑』によれば永禄10年（1567年）10月、北条氏康の軍3万5千、武田信玄の軍2万が上杉謙信の在城していた厩橋城に押し寄せ、城下の町を焼き払ったとする。
- 永禄9年（1566年）箕輪城の落城以降、利根川以西は殆ど武田信玄の支配下に入り、武田信玄は元亀2年（1572年）正月末から閏正月にかけて利根川東岸から石倉城を攻める上杉謙信と対峙している[25]。
- 天正10年（1582年）武田氏が滅亡したことにより織田氏の勢力が上野に入り、厩橋城には滝川一益が入ったが、本能寺の変後神流川の戦いが発生し一益は敗走した。
- 天正18年（1590年）徳川家康の関東入封により、平岩親吉が厩橋に、牧野康成が大胡に封ぜられ、文禄元年（1592年）諏訪頼水が総社に封ぜられた。

### 近世
江戸時代
- 慶長6年（1601年）2月、総社藩主諏訪頼水が諏訪へ復帰、秋元長朝が6千石で入封。
- 慶長6年（1601年）12月、前橋藩主平岩親吉が甲斐へ転封、酒井重忠が武蔵川越から3万3千石で入封。
- 慶長9年（1604年）、秋元長朝が総社領内に天狗岩用水開削。
- 元和2年（1616年）7月、大胡藩主牧野忠成が越後長峰へ転封。以降大胡は前橋藩領となる。
- 寛永10年（1633年）2月、総社藩主秋元泰朝が甲斐谷村へ転封。総社領1万石は前年に高崎に幽閉された徳川忠長の小遣料として高崎藩主安藤重長に与えられる。
- 貞享元年（1684年）前橋藩主酒井忠挙の命により藩儒古市剛が『前橋風土記』編纂。
- 元禄12年（1699年）8月15日、大風水害。前橋藩領で百姓屋5167軒、侍屋敷41軒、町屋79軒が倒壊、死者8人[26]。
- 寛延2年（1749年）1月、前橋藩主酒井忠恭が姫路へ転封、松平朝矩が15万石で入封。
- 宝暦6年（1766年）5月13日、宝暦の大火。百軒町（現在の朝日町1、2町目）より出火、342軒焼失。
- 明和4年（1767年）4月1日、明和4年の大火。柳町（現在の大手町3丁目の一部）より出火、577軒焼失。
- 明和4年（1767年）9月、松平朝矩が居城を川越城へ移す。
- 明和7年（1770年）3月7日、明和7年の大火。板屋町（現在の千代田町4丁目）より出火、411軒焼失。
- 明和8年（1771年）1月12日、明和8年の大火。向町（現在の住吉町1丁目？）より出火、609軒焼失。
- 明和9年（1772年）11月14日、明和9年の大火。横町（現在の千代田町2、4丁目）より出火、305軒焼失。
- 安永5年（1776年）11月「力田遺愛碑」（群馬県指定史跡）建立。
- 安永9年（1779年）11月8日、安永9年の大火。向町（現在の住吉町1丁目？）より出火、482軒焼失。
- 天明3年（1783年）天明の浅間山噴火。7月8日には前橋陣屋付近で5、6寸の降灰。人家や家財を押し流した黒色の泥流が利根川・広瀬川を下り、大渡・実政の関所に被害を与えたことが記録される。総社町に流れ着いた多くの死体が地元民の手により埋葬され、翌年建立された供養碑が元景寺の境内に現存する。
- 寛政2年（1790年）寛政の改革にあわせ、前橋藩で社倉設置令を布達。寛政8年（1796年）建築の上泉郷倉が上泉町に現存し、群馬県指定史跡となっている。「前橋惣町家数人別書上帳」によって判明する前橋町の人口戸数は同年が最古で、町分・寺社人口4308人、家数1088軒。
- 寛政10年（1798年）以降前橋町の人口は減少に転じる。人口4613人。
- 天保11年（1840年）川越藩主松平斉典に庄内転封の命令が下る（翌年天保義民事件により撤回）。前橋町の人口は最少の3628人、家数909軒。
- 嘉永7年（1854年）前橋町の人口5037人、家数1206軒。
- 文久元年（1861年）6月1日、本町に生糸改会所設置。
- 慶応3年（1867年）前橋城再築、翌年松平直克が入る。

### 近現代
明治時代
- 明治2年（1869年）6月18日、版籍奉還。松平直克が前橋藩知事となる。
- 明治3年（1870年）6月21日、前橋藩士速水堅曹が日本最初の器械製糸場を細ヶ沢（現在の住吉町）に創設。
- 明治4年（1871年）7月15日、廃藩置県により前橋県となる。
- 明治4年（1871年）10月28日、第一次群馬県成立、県庁は高崎。
- 明治5年（1872年）6月15日、前橋城跡に県庁移転。
- 明治5年（1872年）10月15日、郵便取扱所（現在の前橋中央郵便局）設置。
- 明治5年（1872年）11月22日、厩橋学校が曲輪町に開校。
- 明治6年（1873年）2月1日、小学教員伝習所が源英寺内に開校。
- 明治6年（1873年）6月15日、群馬県を廃止、熊谷県成立。
- 明治9年（1876年）8月21日、熊谷県の名称を群馬県に変更する形で第二次群馬県成立。県庁は高崎。
- 明治9年（1876年）9月21日、前橋に仮県庁を置くとの布告が出される。
- 明治9年（1876年）の前橋町の人口は10668人（士族約4000人、平民約6700人）、戸数は約2500軒（郡村誌）。
- 明治10年（1877年）10月15日、前橋に電信が開通。
- 明治11年（1878年）11月12日、第三十九国立銀行が本町で開業。
- 明治14年（1881年）2月16日、前橋に県庁移転。
- 明治17年（1884年）4月11日、群馬県庁と前橋警察署間に初の電話回線が開設される。
- 明治17年（1884年）8月20日、内藤分村（現在の石倉町1丁目）に前橋停車場開業。
- 明治18年（1885年）木造の初代利根橋架橋。
- 明治18年（1885年）3月20日、臨江閣本館落成。
- 明治20年（1887年）11月1日、県下初の日刊紙『上毛新聞』刊行。ただし当時は月曜休刊だった。
- 明治21年（1888年）1月、前橋監獄竣工。
- 明治22年（1889年）4月1日、東群馬郡前橋町成立。町長取扱宮島一正。
- 明治22年（1889年）5月6日、第1回町会開催、松本真三が町長に就任。
- 明治22年（1889年）11月20日、田中町（現在の前橋駅の位置）に前橋駅開業。
- 明治22年（1889年）12月26日、利根川の鉄道橋梁が開通。
- 明治23年（1890年）10月4日、松本真三が町長辞職。
- 明治24年（1891年）3月、町会で黒崎長左衛門を町長に選任。
- 明治25年（1892年）4月1日、市制施行。5月19日初代市長に下村善太郎が就任することが裁可される。
- 明治27年（1894年）5月、前橋で最初の水力発電所が総社町植野の天狗岩用水立石橋付近で運転を開始、前橋電燈株式会社が営業開始。
- 明治29年（1896年）前橋商議会（現在の前橋商工会議所）が結成。
- 明治35年（1902年）8月1日、前橋電話交換局設置。
- 明治38年（1905年）12月8日、前橋公園設置が市会で議決。
- 明治43年（1910年）9月17日 - 11月15日、一府十四県連合共進会開催。清王子町（現在の日吉町1丁目）に第一会場、連雀町（現在の本町1丁目）に第二会場、紅雲町（現在の紅雲町2丁目）に第三会場を設けた。
- 明治43年（1910年）10月、前橋渋川間の馬車鉄道が電化され電車の運転を開始。
- 明治44年（1911年）前橋‐高崎間の最初の乗合自動車（T型フォード）が開業したが、短期間で廃止された[27]。

大正時代～昭和戦前
- 大正10年（1921年）7月1日、上越線が渋川まで開業。新前橋駅、群馬総社駅が新設。
- 大正11年（1922年）11月、敷島公園開設のための官有地払下げが許可。
- 昭和3年（1928年）11月21日、上毛電気鉄道営業開始。
- 昭和4年（1929年）3月21日、浄水場（現在の前橋市水道資料館）で水道通水式。
- 昭和8年（1933年）6月23日、前橋放送局（JOBG）が開業。
- 昭和9年（1934年）千代田町に県下初の百貨店、麻屋百貨店開業。
- 昭和20年（1945年）8月5日、前橋大空襲。死者535人、被害家屋11518棟。

昭和戦後
- 昭和22年（1947年）4月5日、関口志行が最初の公選により第12代前橋市長に就任。
- 昭和22年（1947年）9月14日 ‐ 15日、カスリーン台風。前橋測候所では2日間で391.6ミリの雨量を記録[28]。 カスリーン台風の集中豪雨により桃ノ木川が氾濫。死者・行方不明者26人以上、家屋70戸以上が流出など被害多数。旧市での全壊流出家屋51。
- 昭和26年（1951年）人口が10万人を突破。
- 昭和28年（1953年）10月14日、群馬大橋開通。
- 昭和29年（1954年）路面電車廃線。
- 昭和33年（1958年）1月30日から2月20日にかけて、131件の連続放火が発生。容疑者は同年3月6日に逮捕[29]。
- 昭和41年（1966年）3月、国道17号高前バイパス開通。
- 昭和41年（1966年）8月、赤城有料道路完成。
- 昭和41年（1966年）人口が20万人を突破。
- 昭和44年（1969年）6月10日、東部バイパス舗装工事完了。
- 昭和45年（1970年）6月1日、産業道路開通式。
- 昭和46年（1971年）4月16日、群馬テレビ本放送開始。
- 昭和55年（1980年）7月17日、関越自動車道が前橋まで開通。
- 昭和57年（1982年）11月3日、市民文化会館開館。
- 平成2年（1990年）5月31日、グリーンドーム前橋完成。
- 平成13年（2001年）4月1日、特例市指定。
- 平成16年（2004年）12月5日、勢多郡大胡町・宮城村・粕川村を編入合併したことにより人口が30万人を突破。
- 平成21年（2009年）4月1日、中核市指定。
- 平成29年（2017年）3月19日、市内域の上武道路が全線開通。

## 町制以降の地方公共団体の歴史

### 町制・市制
- 1889年（明治22年）4月1日 - 町村制施行により、東群馬郡から前橋曲輪町、前橋北曲輪町、前橋南曲輪町、前橋神明町、前橋柳町、前橋石川町、前橋堀川町、前橋田中町、前橋横山町、前橋本町、前橋竪町、前橋桑町、前橋萱町、前橋榎町、前橋田町、前橋立川町、前橋紺屋町、前橋連雀町、前橋相生町、前橋中川町、前橋片貝町、前橋新町、前橋芳町、前橋百軒町、前橋大塚町、天川村および紅雲分村、前代田村、宗甫分村、天川原村の各一部、南勢多郡から前橋小柳町、前橋細ヶ沢町、前橋諏訪町、前橋向町、前橋神明町、才川村、清王寺村、岩神村、一毛村、国領村、萩村の区域をもって東群馬郡前橋町が成立。町役場は横山町24番地に置かれる。
- 1892年（明治25年）4月1日 - 東群馬郡前橋町が市制施行して前橋市となる。町村制施行によって市とした場合を除くと、初の市制施行である。関東地方では水戸市、横浜市、東京市（現東京都区部）に次いで4番目。

### 周辺町村との境界変更・合併
- 1901年（明治34年）4月1日 - 勢多郡上川淵村大字六供、天川原、市之坪、前代田、宗甫分、紅雲分を編入。
- 1951年（昭和26年）4月1日 - 勢多郡桂萱村大字三俣の一部を編入。
- 1954年（昭和29年）4月1日 - 勢多郡上川淵村・下川淵村・芳賀村・桂萱村、群馬郡東村・元総社村・総社町を編入合併。
- 1954年（昭和29年）6月4日 - 勢多郡南橘村から大字上小出・川原の一部を編入。
- 1954年（昭和29年）9月1日 - 勢多郡南橘村を編入合併。
- 1955年（昭和30年）1月20日 - 群馬郡清里村および新高尾村大字鳥羽、中尾の各一部を編入合併。
- 1955年（昭和30年）4月1日 - 勢多郡木瀬村大字天川大島、上大島、女屋、上長磯、東上野、野中を編入。
- 1957年（昭和32年）10月10日 - 勢多郡城南村大字小島田・下長磯を編入。
- 1960年（昭和35年）4月1日 - 勢多郡城南村大字駒形・東駒形を編入。
- 1960年（昭和35年）4月1日 - 佐波郡玉村町大字西善、山王、中内、東善を編入。
- 1965年（昭和40年）~1967年（昭和42年）− 中心市街地における住居表示の施行により、中心市街地の町名の大半が改正・消滅。
- 1967年（昭和42年）5月1日 - 勢多郡城南村を編入合併。
- 1968年（昭和43年）7月1日 - 高崎市と境界変更。
- 1989年（平成元年）4月1日 - 佐波郡赤堀町と境界変更。
- 1990年（平成2年）9月1日 - 勢多郡大胡町と境界変更。
- 1993年（平成5年）1月26日 - 北群馬郡吉岡町と境界変更。
- 1993年（平成5年）9月1日 - 伊勢崎市と境界変更。
- 1996年（平成8年）11月1日 - 勢多郡富士見村と境界変更。
- 1998年（平成10年）11月1日 - 群馬郡群馬町と境界変更。
- 1998年（平成10年）11月1日 - 勢多郡富士見村と境界変更。
- 2000年（平成12年）11月1日 - 勢多郡大胡町と境界変更。
- 2004年（平成16年）12月5日 - 勢多郡大胡町・宮城村・粕川村を編入合併。
- 2009年（平成21年）5月5日 - 勢多郡富士見村を編入合併。これにより、勢多郡が消滅。

## 行政地域構成

### 本庁管内
本庁管内9つの地区に細分化され、概ね各小学校区域に沿っている。

#### 桃井地区
- 大手町一丁目（おおてまち）
  - 1966年に曲輪町、石川町、南曲輪町の各一部から成立
- 大手町二丁目（おおてまち）
  - 1966年に曲輪町、石川町、南曲輪町、北曲輪町の各一部から成立
- 大手町三丁目（おおてまち）
  - 1966年に曲輪町、北曲輪町、神明町の各一部及び岩神町西の全域から成立
- 紅雲町一丁目（こううんちょう）
  - 1966年に紅雲町、石川町、南曲輪町の各一部から成立
- 紅雲町二丁目（こううんちょう）
  - 1966年に紅雲町、石川町、南曲輪町、前代田町の各一部から成立
- 千代田町一丁目（ちよだまち）
  - 1966年に北曲輪町、神明町の各一部から成立
- 本町一丁目（ほんまち）
  - 1966年に本町、曲輪町、南曲輪町、北曲輪町、堀川町、田町の各一部から成立

#### 中川地区
- 本町三丁目（ほんまち）
  - 1966年に天川原町の一部及び片貝町の全域から成立
- 三河町一丁目（みかわちょう）
  - 1966年に萱町、芳町、大塚町、新町の各一部から成立
- 三河町二丁目（みかわちょう）
  - 1 966年に片貝町、大塚町、中川町の各一部から成立
- 朝日町一丁目（あさひちょう）
  - 1966年に百軒町の一部から成立
- 朝日町二丁目（あさひちょう）
  - 1966年に百軒町、新町、高田町の各一部から朝日町二丁目
- 朝日町三丁目（あさひちょう）
  - 1966年に百軒町、新町、天川町、高田町の各一部から朝日町三丁目
- 朝日町四丁目（あさひちょう）
  - 1966年に新町、天川町の各一部から成立

#### 敷島地区
- 昭和町一丁目（しょうわまち）
  - 1965年に萩町、岩神町東の各一部から成立
- 昭和町二丁目（しょうわまち）
  - 1965年に萩町、岩神町東の各一部から成立
- 昭和町三丁目（しょうわまち）
  - 1965年に萩町、岩神町東、上小出町、下小出町の各一部から成立
- 平和町一丁目（へいわまち）
  - 1965年に向町、神明町、岩神町東の各一部から成立
- 平和町二丁目（へいわまち）
  - 1965年に向町、神明町、岩神町東の各一部から成立
- 住吉町一丁目（すみよしちょう）
  - 1966年に細ヶ沢町、向町、岩神町東の各一部及び琴平町の全域から成立
- 住吉町二丁目（すみよいちょう）
  - 1966年に細ヶ沢町、小柳町、清王寺町、栄町の各一部から成立

#### 南部地区
- 六供町一丁目（ろっくまち）
  - 1999年に六供町、天川原町の各一部から成立。2023年六供町の一部を編入
- 六供町二丁目（ろっくまち）
  - 2023年に六供町の一部から成立
- 六供町三丁目（ろっくまち）
  - 2023年に六供町の一部から成立
- 六供町四丁目（ろっくまち）
  - 1999年に六供町、天川原町の各一部から成立。2023年六供町の一部を編入
- 六供町五丁目（ろっくまち）
  - 2023年に六供町の一部から成立
- 南町一丁目（みなみちょう）
  - 1967年に紅雲町、宗甫分町の各一部から成立
- 南町二丁目（みなみちょう）
  - 1967年に宗甫分町、六供町から成立
- 南町三丁目（みなみちょう）
  - 1967年に紅雲町、宗甫分町、前代田町、天川原町から成立
- 南町四丁目（みなみちょう）
  - 1967年に宗甫分町、市之坪町、天川原町から成立

#### 城東地区
- 日吉町一丁目（1966年に清王寺町、東町の一部から成立）
- 日吉町二丁目（1966年に東町の一部から成立）
- 日吉町三丁目（1966年に清王寺町、東町の一部から成立）
- 城東町一丁目（1966年に清王寺町、栄町の各一部から成立）
- 城東町二丁目（1966年に諏訪町、栄町の各一部から成立）
- 城東町三丁目（1966年に諏訪町、一毛町の各一部から成立）
- 城東町四丁目（1966年に一毛町の一部から成立）
- 城東町五丁目（1966年に清王寺町、栄町の各一部から成立）

#### 若宮地区
- 国領町一丁目（1966年に国領町、萩町の全域から成立）
- 国領町二丁目（1966年に国領町、萩町の全域から成立）
- 若宮町一丁目（1966年に清王寺町、才川町の各一部から成立）
- 若宮町二丁目（1966年に清王寺町、才川町、清王寺町、国領町の各一部から成立）
- 若宮町三丁目（1966年に才川町、国領町の各一部から成立）
- 若宮町四丁目（1966年に才川町、東町の各一部から成立）
- 日吉町四丁目（1966年に清王寺町、才川町、東町の各一部から成立）

#### 天川地区
- 天川原町（合併後、1910年に大字天川原から天川原町に改称）
- 天川原町一丁目（1999年に天川原町、六供町の各一部から成立。2023年六供町の一部を編入)
- 天川原町二丁目（1999年に天川原町、六供町、天川町の各一部から成立。2023年六供町の一部を編入)
- 天川町（合併後、1910年大字天川から天川町に改称) − 天川町と第一天川町
- 文京町一丁目（1967年に中川町、天川原町、高田町の各一部から成立）
- 文京町二丁目（1967年に天川町、天川原町、高田町の各一部から成立）
- 文京町三丁目（1967年に天川町、天川原町、高田町の各一部から成立）
- 文京町四丁目（1967年に天川町、高田町の各一部から成立）

#### 岩神地区
- 敷島町（1954年に南橘村大字上小出、川原の各一部を合併し成立）
- 緑が丘町（1964年に川原町から分立）
- 岩神町一丁目（1965年に岩神町西、神明町の各一部から成立）
- 岩神町二丁目（1965年に岩神町西の一部から成立）
- 岩神町三丁目（1965年に岩神町西の一部から成立）
- 岩神町四丁目（1965年に岩神町西の一部から成立）

#### 中央地区
- 千代田町二丁目（1966年に北曲輪町、桑町、竪町、横山町、立川町の各一部から成立）
- 千代田町三丁目（1966年に竪町、立川町、栄町の各一部から成立）
- 千代田町四丁目（1966年に横山町、立川町、榎町、桑町、紺屋町の各一部から成立）
- 千代田町五丁目（1966年に榎町、紺屋町、萱町の各一部から成立）
- 本町二丁目（1966年に本町、田町、相生町の各一部及び連雀町の全域から成立）
- 表町一丁目（1966年に堀川町、南曲輪町、石川町、紅雲町、前代田町、田町の各一部から宝町一丁目が成立。同日、表町一丁目に改称）
- 表町二丁目（1966年に田中町、相生町、前代田町、天川原町の各一部から宝町二丁目が成立。同日、表町二丁目に改称）

#### 上川淵地区
- 上佐鳥町
- 橳島町
- 朝倉町 − 上朝倉町、下朝倉町
- 朝倉町一丁目（1975年朝倉町の一部から成立）
- 朝倉町二丁目（1975年に朝倉町の一部から成立）
- 朝倉町三丁目（1975年に朝倉町の一部から成立）
- 朝倉町四丁目（1975年に天川町、朝倉町、後閑町の各一部から成立）
- 後閑町
- 広瀬町一丁目(1975年に朝倉町、後閑町の各一部から成立)− 広瀬町一丁目、広瀬第一団地、広瀬町一丁目天神山、広瀬町一．二丁目南部
- 広瀬町二丁目（1975年に後閑町、西善町の各一部から成立）− 自治会は広瀬町二丁目、広瀬町一．二丁目南部
- 広瀬町三丁目（1975年に後閑町、山王町の各一部から成立）
- 下佐鳥町
- 宮地町
- 西善町（1960年に玉村町から編入) − 西善町西善、西善町上両家、西善町下両家、西善町矢田
- 中内町（1960年に玉村町から編入）
- 東善町（1960年に玉村町から編入）
- 山王町（1960年に玉村町から編入）
- 山王町一丁目（1975年に山王町の一部から成立）
- 山王町二丁目（1980年に東善町、下大島町、小屋原町、駒形町、山王町の各一部から成立）

#### 下川淵地区
- 公田町（編入時に、大字三公田を公田に改称）
- 横手町
- 亀里町 − 亀里町竜門、亀里町阿内宿、亀里町寺家、亀里町矢島
- 鶴光路町
- 新堀町
- 下阿内町
- 力丸町
- 徳丸町
- 房丸町
- 下川町（1980年に亀里町、新堀町、横手町の各一部が合併し成立）

#### 芳賀地区
- 勝沢町
- 小神明町
- 端気町
- 五代町
- 鳥取町
- 小坂子町
- 嶺町
- 金丸町
- 高花台一丁目（1977年に勝沢町、小坂子町、鳥取町の各一部から成立）
- 高花台二丁目（1977年に勝沢町、小坂子町、嶺町の各一部から成立）

#### 桂萱地区
- 幸塚町
- 上沖町
- 下沖町
- 東片貝町
- 上泉町
- 石関町
- 亀泉町
- 荻窪町
- 堀之下町
- 堤町 − 堤町、堤町北区、堤町ローズタウン
- 江木町 − 江木町、江木町第二、江木団地、萱野団地、東ローズタウン
- 三俣町一丁目（1977年に三俣町の一部から成立）
- 三俣町二丁目（1977年に三俣町の一部から成立）
- 三俣町三丁目（1977年に三俣町、幸塚町、下沖町、上沖町の各一部から成立）
- 西片貝町一丁目（1977年に西片貝町、三俣町、上泉町の各一部から成立）
- 西片貝町二丁目（1977年に西片貝町、三俣町、上泉町の各一部から成立）
- 西片貝町三丁目（1977年に西片貝町の一部から成立）
- 西片貝町四丁目（1977年に西片貝町の一部から成立）
- 西片貝町五丁目（1977年に西片貝町、城東町四丁目、城東町五丁目の各一部から成立）

#### 東地区
- 箱田町 − 東箱田後家町、西箱田町
- 後家町 − 東箱田後家町
- 前箱田町
- 前箱田町二丁目（1966年に前箱田町から分立) − 前箱田町
- 川曲町
- 稲荷新田町
- 下新田町 − 下新田町、下新田町南、下新田町東陽
- 上新田町
- 小相木町
- 古市町
- 江田町
- 朝日が丘町（1963年に上新田町の一部から成立）
- 光が丘町（1969年に小相木町、後家町、上新田町の各一部から成立）
- 大利根町一丁目（1969年に上新田町、箱田町、後家町の各一部から成立) − 大利根町
- 大利根町二丁目（1969年に上新田町、箱田町、稲荷新田町、下新田町の各一部から成立) − 大利根町
- 新前橋町（1978年に石倉町、古市町の各一部から成立）
- 古市町一丁目（1978年に古市町、小相木町、石倉町の各一部から成立。2016年箱田町の一部を編入) − 大利根町
- 小相木町一丁目（1978年に小相木町、石倉町、古市町の各一部から成立) − 小相木町
- 青葉町（1982年に前箱田町から分立）
- 古市町二丁目（2016年に箱田町、古市町の各一部から成立) − 古市町

#### 元総社地区
- 元総社町 − 元総社町第四、元総社町78
- 元総社町一丁目（1977年に元総社町の一部から成立) − 元総社町第一
- 元総社町二丁目（1977年に元総社町の一部から成立) − 元総社町第二
- 元総社町三丁目（1977年元総社町、総社町総社の各一部から成立) − 元総社町第三
- 大友町一丁目（1977年に大友町の一部から成立)
- 大友町二丁目（1977年に大渡町、元総社町、石倉町、総社町総社の各一部から成立)
- 大友町三丁目（1977年に大友町の一部から成立）
- 大渡町
- 大渡町一丁目（1977年に総社町総社、大友町、石倉町と大渡町から成立) − 大渡町
- 大渡町二丁目（1977年に総社町総社、大友町、石倉町と大渡町から成立) − 大渡町
- 石倉町（旧大字内藤分）− 石倉町上石倉、石倉町中部
- 石倉町一丁目（1974年成立) − 石倉町中部
- 石倉町二丁目（1958年成立) − 石倉町中部
- 石倉町三丁目（1958年成立) − 石倉町中部石倉町四丁目（1983年成立) − 石倉町上石倉
- 石倉町五丁目（1975年成立) − 石倉町上石倉
- 鳥羽町 − 鳥羽町東部、鳥羽町西部
- 問屋町一丁目（1969年総社町総社、大友町の各一部から成立) − 問屋町
- 問屋町二丁目（1969年総社町総社、大友町の各一部から成立) − 問屋町
- 下石倉町（1978年に小相木町、古市町、石倉町、大渡町の各一部が合併し成立)

#### 総社地区
- 総社町植野
- 総社町総社 − 総社大渡町、総社町粟島、総社町山王、総社町城川、総社町立石、総社町新田
- 総社町高井
- 高井町一丁目（1976年に総社町総社、総社町高井、総社町植野の各一部が合併し成立) − 総社町高井
- 総社町桜が丘（1967年に総社町植野の一部が分立）
- 総社町一丁目（1975年に総社町総社、大渡町の各一部が合併し成立) − 総社町巣烏
- 総社町二丁目（1975年に総社町総社、大渡町の各一部が合併し成立) − 総社町野馬
- 総社町三丁目（1975年に総社町総社、大渡町の各一部が合併し成立) − 総社町鍛冶町
- 総社町四丁目（1975年に総社町総社、大渡町の各一部が合併し成立) − 総社町大屋敷

#### 清里地区
- 池端町
- 上青梨子町
- 青梨子町 − 青梨子町、青梨子町前原
- 清野町（編入時に大字野良犬→清野に改称）

#### 南橘地区
- 上細井町
- 下細井町
- 北代田町
- 龍蔵寺町
- 青柳町
- 日輪寺町
- 川端町
- 田口町
- 関根町
- 関根町一丁目（1983年に関根町の一部から成立）
- 関根町二丁目（1983年に関根町の一部から成立）
- 関根町三丁目（1983年に関根町、荒牧町、川原町の各一部から成立）
- 荒牧町
- 荒牧町一丁目（2012年に荒牧町の一部から成立）
- 荒牧町二丁目（2012年に荒牧町の一部から成立）
- 荒牧町三丁目（2012年に荒牧町の一部から成立）
- 荒牧町四丁目（1983年に関根町、荒牧町、川原町の各一部から成立）
- 川原町
- 川原町一丁目（2010年に川原町の一部から成立）
- 川原町二丁目（2010年に川原町の一部から成立）
- 南橘町（1962年に青柳町、日輪寺町、荒牧町の各一部から成立）
- 上小出町一丁目（1982年に上小出町の一部から成立）
- 上小出町二丁目（1982年に上小出町、下小出町の各一部から成立）
- 上小出町三丁目（1982年に上小出町、下小出町の各一部から成立）
- 下小出町一丁目（1982年に上小出町、下小出町、昭和町三丁目の各一部から成立）
- 下小出町二丁目（1982年に上小出町、下小出町の各一部から成立）
- 下小出町三丁目（1982年に上小出町、下小出町の各一部から成立）

#### 永明地区
- 天川大島町− 自治会は天川大島町本町、天川大島町住宅
- 天川大島町一丁目（1977年西片貝町、東片貝町、野中町と天川大島町の各一部から成立) − 天川大島原町
- 天川大島町二丁目（1977年西片貝町、東片貝町、野中町と天川大島町の各一部から成立) − 天川大島原町
- 天川大島町三丁目（1985年西片貝町、東片貝町、野中町、天川大島町の各一部から成立) − 天川大島原町
- 上大島町
- 女屋町
- 上長磯町
- 東上野町
- 野中町
- 下長磯町
- 小島田町
- 駒形町
- 下大島町− 下大島町、下大島町西団地

#### 城南地区
荒砥地域
- 下大屋町
- 神沢の森（1990年に下大屋町から分立)
- 泉沢町
- 富田町
- 荒口町
- 荒子町
- 鶴が谷町（荒口町、荒子町の各一部が合併し成立）
- 西大室町
- 東大室町
- 飯土井町
- 新井町
- 二之宮町
- 今井町

木瀬地域
- 笂井町
- 小屋原町
- 上増田町
- 下増田町

#### 大胡地区
- 大胡町
- 茂木町
- 堀越町 − 堀越町、堀越町堀下、足軽町
- 横沢町
- 滝窪町
- 東金丸町（旧大胡町大字金丸。合併により既存の金丸町と区別するため名称を変更する。）
- 河原浜町
- 樋越町
- 上大屋町

#### 宮城地区
- 鼻毛石町
- 柏倉町
- 市之関町
- 三夜沢町
- 苗ヶ島町
- 馬場町
- 大前田町

#### 粕川地区
- 粕川町新屋
- 粕川町稲里
- 粕川町女渕
- 粕川町上東田面
- 粕川町下東田面
- 粕川町西田面
- 粕川町込皆戸
- 粕川町前皆戸
- 粕川町膳
- 粕川町月田
- 粕川町中
- 粕川町中之沢
- 粕川町一日市
- 粕川町深津
- 粕川町室沢

#### 富士見地区
- 富士見町石井 − 石井一区、石井二区、石井三区
- 富士見町市之木場
- 富士見町漆窪
- 富士見町小沢
- 富士見町小暮 − 白川台、新地、辻、梶谷、受地、所替戸、高松
- 富士見町田島
- 富士見町時沢 − 時中、時東、中島、徳沢
- 富士見町原之郷 − 原上、原中、原西、原東
- 富士見町引田
- 富士見町皆沢
- 富士見町山口
- 富士見町横室
- 富士見町米野
- 富士見町赤城山 − 天神平、西大河原、箕輪、大洞

### 廃止された旧町一覧

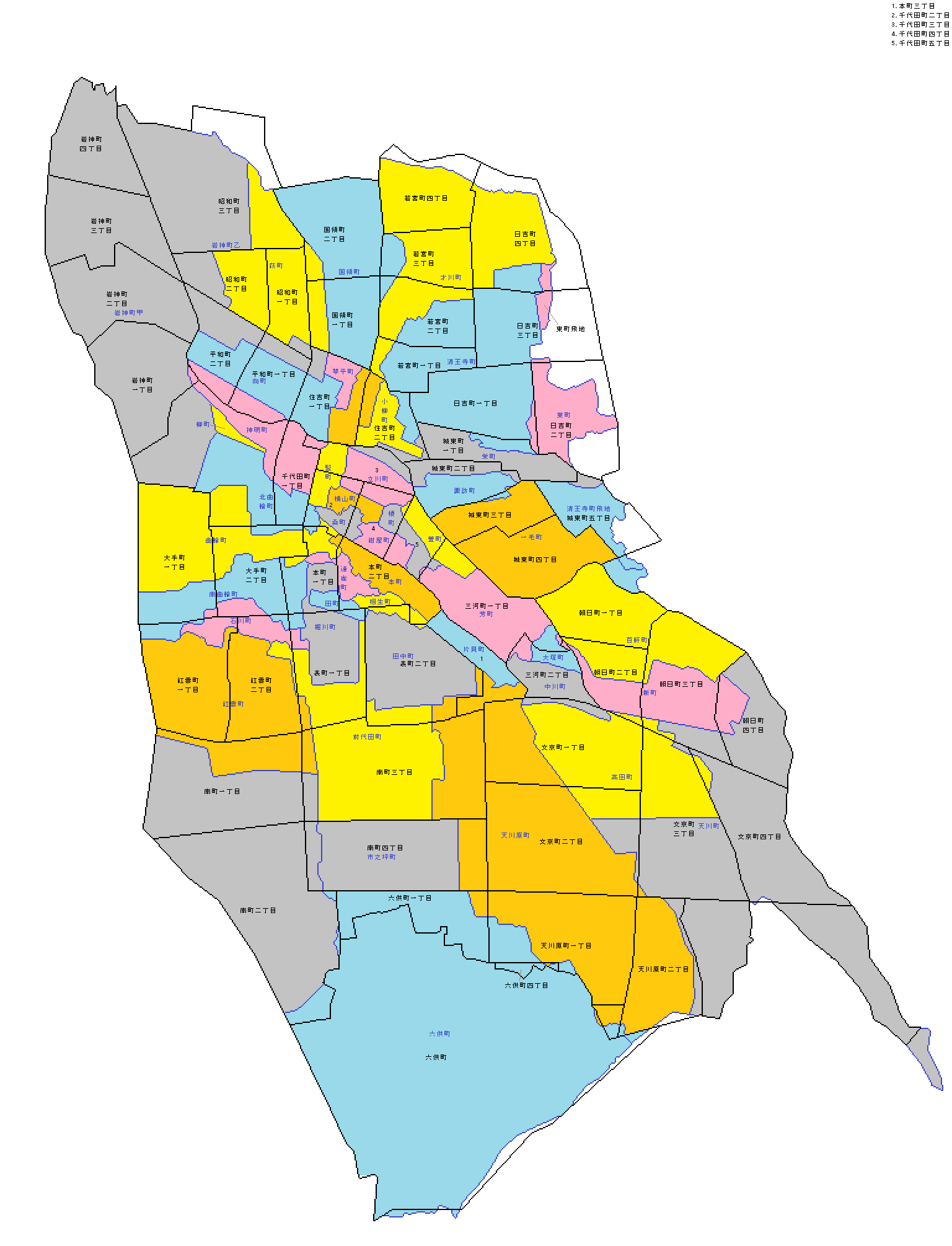
新旧区画の比較

#### 桃井地区
- 神明町（桃井地区、現在の平和町一丁目、平和町二丁目、岩神町一丁目、大手町三丁目、千代田町一丁目、千代田町三丁目の各一部。1966年消滅）
- 曲輪町（桃井地区、現在の大手町一丁目、大手町二丁目、本町一丁目、本町二丁目の各一部。1966年消滅）
- 北曲輪町（桃井地区、現在の大手町二丁目、大手町三丁目、千代田町一丁目、本町一丁目の各一部。1966年消滅）
- 柳町（桃井地区、現在の大手町三丁目の一部。1925年消滅）
- 南曲輪町（桃井地区、現在の大手町一丁目、大手町二丁目、紅雲町一丁目、紅雲町二丁目、本町一丁目、表町一丁目の各一部。1966年消滅）
- 石川町（桃井地区、現在の大手町一丁目、大手町二丁目、紅雲町一丁目、紅雲町二丁目、本町一丁目の各一部。1966年消滅）
- 紅雲町（桃井地区、現在の表町一丁目、南町一丁目、南町三丁目、紅雲町一丁目、紅雲町二丁目の各一部。一部は1901年上川淵村から編入。1910年までは大字紅雲分。1967年消滅）

#### 中川地区
- 大塚町（中川地区、現在の三河町一丁目、三河町二丁目の各一部。1966年消滅）
- 中川町（中川地区、現在の三河町一丁目、文京町一丁目の各一部。1967年消滅）
- 片貝町（中川地区、現在の本町三丁目の一部。1966年消滅）
- 芳町（中川地区、現在の千代田町五丁目、三河町一丁目の各一部。1966年消滅）
- 百軒町（中川地区、現在の朝日町一丁目、朝日町二丁目、朝日町三丁目の各一部。1966年消滅）
- 新町（中川地区、現在の三河町二丁目、朝日町一丁目、朝日町二丁目の各一部。1966年消滅)

#### 敷島地区
- 向町（敷島地区、現在の平和町一丁目、平和町二丁目、住吉町一丁目の各一部。1966年消滅）
- 細ヶ沢町（敷島地区、現在の住吉町一丁目、住吉町二丁目の各一部。1966年消滅）
- 小柳町（敷島地区、現在の住吉町二丁目の一部。1966年消滅）
- 萩町（敷島地区、現在の昭和町一丁目、昭和町二丁目、昭和町三丁目、国領町一丁目、国領町二丁目の各一部。1910年までは大字萩。1966年消滅）
- 琴平町（敷島地区、現在の住吉町の一部。1928年岩神町乙から改称。1966年消滅）
- 岩神町東（敷島地区、現在の昭和町一丁目、昭和町二丁目、昭和町三丁目、平和町一丁目、平和町二丁目、住吉町二丁目の各一部。1942年岩神町甲の一部から成立。1966年消滅）
- 岩神町（敷島地区、現在の岩神町二丁目、岩神町三丁目、岩神町四丁目の全域及び昭和町一丁目、昭和町二丁目、昭和町三丁目、平和町一丁目、平和町二丁目、岩神町一丁目、大手町三丁目住吉町二丁目の各一部。1910年までは大字岩神。1914年消滅）
- 岩神町甲（敷島地区、現在の岩神町二丁目、岩神町三丁目、岩神町四丁目の全域及び昭和町一丁目、昭和町二丁目、昭和町三丁目、平和町一丁目、平和町二丁目、岩神町一丁目、大手町三丁目住吉町二丁目の各一部。1942年消滅。

#### 城南地区
- 市之坪町（城南（現・南部）地区（旧桃井地区）、現在の南町四丁目の一部。（1901年上川淵村から編入。1951年までは大字市之坪。1967年消滅）
- 前代田町（城南（現・南部）地区（旧桃井地区）、現在の紅雲町二丁目、表町一丁目、表町二丁目、南町三丁目の各一部。一部は1901年上川淵村から編入。1951年までは大字前代田。1967年消滅）
- 宗甫分町（城南（現・南部）地区（旧桃井地区）、現在の南町一丁目、南町二丁目、南町三丁目、南町四丁目の各一部。一部は1901年上川淵村から編入。1951年までは大字宗甫分。1967年消滅）
- 六供町（城南（現・南部）地区（旧桃井地区）、現在の六供町一丁目、六供町二丁目、六供町三丁目、六供町四丁目、六供町五丁目にあたる。1901年上川淵村から編入。1951年までは前橋市大字六供。）

#### 城東地区
- 諏訪町（城東地区（旧・中川地区）、現在の城東町二丁目、三丁目の各一部。1966年消滅）
- 清王寺町(城東地区（旧・敷島地区）、現在の若宮町一丁目、若宮町二丁目、日吉町一丁目、日吉町二丁目、日吉町三丁目、日吉町四丁目、城東町一丁目の各一部。1910年までは大字清王寺。1966年消滅）
- 一毛町(城東地区（旧・中川地区）、現在の城東町三丁目、城東町四丁目、西片貝町五丁目の各一部。1910年までは大字一毛。1966年消滅）
- 栄町（城東地区、現在の城東町一丁目、城東町二丁目、城東町五丁目、千代田町三丁目、住吉町二丁目の各一部。1928年一毛町から分離。1966年消滅）
- 東町（城東地区、現在の日吉町一丁目、日吉町二丁目、日吉町三丁目、日吉町四丁目の各一部。1951年桂萱村大字三俣の一部から成立。1966年消滅）

#### 若宮地区
- 才川町(若宮地区（旧・敷島地区）、現在の若宮町一丁目、若宮町二丁目、若宮町三丁目、若宮町四丁目、日吉町四丁目の各一部。1910年までは大字才川。1966年消滅）
- 国領町(若宮地区（旧・敷島地区）、現在の若宮町二丁目、若宮町三丁目、国領町一丁目、国領町二丁目の各一部。1910年までは大字国領。1966年消滅）

#### 天川地区
- 高田町（1934年（天川地区（旧・城南（現・南部）地区）、現在の朝日町二丁目、朝日町三丁目、文京町一丁目、文京町二丁目、文京町三丁目、文京町四丁目の各一部。1934年、天川町字高台、同町字矢田町から分離。1967年消滅）
- 天川原町

#### 岩神地区
- 岩神町西（岩神地区（旧・敷島地区）、現在の岩神町二丁目、岩神町三丁目、岩神町四丁目の全域及び岩神町一丁目、大手町三丁目の各一部。1942年岩神町甲の一部から成立。1966年消滅）

#### 中央地区
- 桑町（中央地区（旧・桃井地区）、現在の千代田町二丁目、千代田町四丁目の各一部。1966年消滅）
- 竪町（中央地区（旧・桃井地区）、現在の千代田町二丁目、千代田町三丁目の各一部。1966年消滅）
- 連雀町（中央地区（旧・桃井地区）、現在の本町二丁目の一部。1966年消滅）
- 紺屋町（中央地区（旧・桃井地区）、現在の千代田町四丁目、千代田町五丁目の各一部。1966年消滅）
- 榎町（中央地区（旧・桃井地区）、現在の千代田町四丁目、千代田町五丁目、三河町一丁目の各一部。1966年消滅）
- 本町（中央地区（旧・桃井地区）、現在の本町一丁目、本町二丁目の各一部。1966年消滅）
- 横山町（中央地区（旧・桃井地区→中央地区）、現在の千代田町二丁目、千代田町四丁目の各一部。1966年消滅）
- 萱町（中央地区（旧・中川地区→城東地区）、現在の千代田町四丁目、千代田町五丁目、三河町一丁目の各一部。1966年消滅）
- 立川町（中央地区（旧・中川地区→城東地区）、現在の千代田町二丁目、千代田町三丁目、千代田町四丁目の各一部。1966年消滅）
- 田町（中央地区（旧・桃井→城南（現・南部地区）地区、現在の本町一丁目、本町二丁目、表町一丁目の各一部。1966年消滅）
- 相生町（中央地区（旧・桃井地区）、現在の本町二丁目、表町二丁目の各一部。1966年消滅）
- 堀川町（中央地区（旧・桃井→城南（現・南部）地区、現在の本町一丁目、表町一丁目の各一部。1966年消滅）
- 田中町（中央地区（旧・桃井→城南（現・南部）地区、現在の表町二丁目の一部。1966年消滅）

#### 桂萱地区
- 三俣町（桂萱地区、現在の三俣町一丁目、三俣町二丁目、三俣町三丁目、西片貝町一丁目の各一部。1977年消滅）
- 西片貝町（桂萱地区、現在の西片貝町一丁目、西片貝町二丁目、西片貝町三丁目、西片貝町四丁目、西片貝町五丁目の各一部。1977年消滅）

#### 南橘地区
- 上小出町（南橘地区、現在の下小出町一丁目、上小出町一丁目、上小出町二丁目、上小出町三丁目の各一部。1982年消滅）
- 下小出町（南橘地区、現在の下小出町一丁目、下小出町二丁目、下小出町三丁目、昭和町三丁目の各一部。1982年消滅）

## 教育

### 大学・短期大学・高等専門学校
- 国立
  - 群馬大学
    - 荒牧キャンパス - 教育学部、社会情報学部
    - 昭和キャンパス - 医学部、付属病院
- 公立
  - 群馬県立県民健康科学大学
  - 前橋工科大学
- 高等専門学校
  - 群馬工業高等専門学校
- 私立
  - 共愛学園前橋国際大学　〔小屋原町〕〔学校法人共愛学園〕
  - 共愛学園前橋国際大学短期大学部　〔昭和町〕〔学校法人共愛学園〕
  - 群馬医療福祉大学　〔学校法人昌賢学園〕
    - 前橋キャンパス　〔川曲町〕
    - 本町キャンパス　〔本町〕

  - 群馬医療福祉大学短期大学部　〔学校法人昌賢学園〕
    - 前橋キャンパス　〔川曲町〕

  - 放送大学 群馬学習センター

#### 廃校
- 国立
  - 群馬大学医療技術短期大学部（2000年、廃止）
- 公立
  - 前橋市立工業短期大学（2008年、廃止）
  - 群馬県立医療短期大学（2008年、廃止）
- 私立
  - 共愛学園女子短期大学（2002年、廃止）

### 高等学校
- 群馬県立
  - 群馬県立前橋高等学校
  - 群馬県立前橋南高等学校
  - 群馬県立前橋東高等学校
  - 群馬県立前橋西高等学校
  - 群馬県立前橋女子高等学校
  - 群馬県立勢多農林高等学校
  - 群馬県立前橋工業高等学校
  - 群馬県立前橋商業高等学校
  - 群馬県立前橋清陵高等学校
- 前橋市立
  - 前橋市立前橋高等学校
- 私立
  - 共愛学園高等学校※中高併設
  - 前橋育英高等学校

#### 廃校
- 県立
  - 群馬県立前橋東商業高等学校（2007年、群馬県立前橋商業高等学校へ統合、2009年完全移行のため廃止）
- 私立
  - 明和高等学校（2005年、創世中等教育学校に移行するため、廃校）
  - 創世中等教育学校（2011年休校、2012年廃止）

### 中学校
- 市立
  - 前橋市立第一中学校
  - 前橋市立第三中学校
  - 前橋市立第五中学校
  - 前橋市立第六中学校
  - 前橋市立第七中学校
  - 前橋市立桂萱中学校
  - 前橋市立芳賀中学校
  - 前橋市立元総社中学校
  - 前橋市立東中学校
  - 前橋市立南橘中学校
  - 前橋市立木瀬中学校
  - 前橋市立荒砥中学校
  - 前橋市立箱田中学校
  - 前橋市立鎌倉中学校
  - 前橋市立大胡中学校
  - 前橋市立宮城中学校
  - 前橋市立粕川中学校
  - 前橋市立富士見中学校
  - 前橋市立みずき中学校
  - 前橋市立明桜中学校
- 国立
  - 群馬大学共同教育学部附属中学校
- 私立
  - 共愛学園中学校 （中高併設）

#### 廃校
- 市立
  - 前橋市立総社中学校（1961年清里中と統合し第六中へ）
  - 前橋市立清里中学校（1961年総社中と統合し第六中へ）
  - 前橋市立上川淵中学校（1962年下川淵中と統合し第七中へ）
  - 前橋市立下川淵中学校（1962年上川淵中と統合し第七中へ）
  - 前橋市立第二中学校（2011年、第四中と統合しみずき中へ）[30]
  - 前橋市立第四中学校（2011年、第二中と統合しみずき中へ、敷地は前橋市立第四中学校跡地を継承）[30]
  - 前橋市立広瀬中学校（2021年、前橋市立春日中学校と統合し、前橋市立明桜中学校へ）
  - 前橋市立春日中学校（2021年、前橋市立広瀬中学校と統合し、前橋市立明桜中学校へ）
- 私立
  - 創世中等教育学校 （私立、2011年3月休校）[31]
- 村立
  - 富士見村立富士見中学校箕輪分校（1971年）
  - 富士見村立富士見中学校赤城山分校（1998年休校・2017年廃校）[32]

### 小学校
- 前橋市立桃井小学校 （群馬県で最古の小学校）
  - 1872年（明治5年）11月12日 - 群馬県で最初の小学校「第一番小学厩橋学校」として創立。
  - 2016年（平成28年）4月1日 - 前橋市立中央小学校を統合。
- 前橋市立敷島小学校
  - 1873年（明治6年） - 群馬県で4番目の小学校「第四番学校」として創立。
- 前橋市立中川小学校
  - 1874年（明治7年）8月 - 開校。
- 前橋市立城南小学校
  - 1923年（大正12年）4月1日 - 前橋市立桃井尋常小学校より分離、開校。
- 前橋市立城東小学校
  - 1927年（昭和2年）4月1日 - 前橋市立中川尋常小学校より分離、開校。
- 前橋市立若宮小学校
  - 1935年（昭和10年）4月1日 - 前橋市立敷島尋常小学校より分離、開校。
- 前橋市立天川小学校
  - 1952年4月1日（昭和27年） - 敷島小学校より分離、開校。
- 前橋市立岩神小学校
  - 1953年4月1日（昭和28年 - 敷島小学校より分離、開校。
- 前橋市立上川淵小学校
  - 1874年（明治7年） - 春日学校として開校。
  - 1954年（昭和29年）4月1日 - 勢多郡上川淵村、下川淵村、芳賀村、桂萱村、群馬郡東村、元総社村、総社町の前橋市への編入に伴い上川淵村立上川淵小学校から改称。
- 前橋市立下川淵小学校
  - 1875年（明治8年） - 亀里学校として開校。
  - 1954年（昭和29年）4月1日 - 勢多郡上川淵村、下川淵村、芳賀村、桂萱村、群馬郡東村、元総社村、総社町の前橋市への編入に伴い下川淵村立下川淵小学校から改称。
- 前橋市立桂萱小学校
  - 1874年（明治7年）1月 - 上泉学校として開校。
  - 1954年（昭和29年）4月1日 - 勢多郡上川淵村、下川淵村、芳賀村、桂萱村、群馬郡東村、元総社村、総社町の前橋市への編入に伴い元総社村立元総社小学校から改称。
- 前橋市立芳賀小学校
  - 1874年（明治7年）1月24日 - 善勝寺に善勝小学校として開校。
  - 1954年（昭和29年）4月1日 - 勢多郡上川淵村、下川淵村、芳賀村、桂萱村、群馬郡東村、元総社村、総社町の前橋市への編入に伴い芳賀村立芳賀小学校から改称。
- 前橋市立総社小学校
  - 1873年（明治6年） - 元景寺内に植野学校として創立。
  - 1954年（昭和29年）4月1日 - 勢多郡上川淵村、下川淵村、芳賀村、桂萱村、群馬郡東村、元総社村、総社町の前橋市への編入に伴い総社町立総社小学校から改称。
- 前橋市立元総社小学校
  - 1874年（明治7年） - 創立。
  - 1954年（昭和29年）4月1日 - 勢多郡上川淵村、下川淵村、芳賀村、桂萱村、群馬郡東村、元総社村、総社町の前橋市への編入に伴い元総社村立元総社小学校から改称。
- 前橋市立東小学校
  - 1874年（明治7年）11月 - 箱田小学校として常円寺に創立。
  - 1954年（昭和29年）4月1日 - 勢多郡上川淵村、下川淵村、芳賀村、桂萱村、群馬郡東村、元総社村、総社町の前橋市への編入に伴い東村立東小学校から改称。
- 前橋市立細井小学校
  - 1874年（明治7年） - 開校。
  - 1954年（昭和29年）9月1日 - 勢多郡南橘村の前橋市への編入に伴い南橘村立細井小学校から改称。
- 前橋市立桃川小学校
  - 1873年（明治6年）12月 - 開校。
  - 1954年（昭和29年）9月1日 - 勢多郡南橘村の前橋市への編入に伴い南橘村立桃川小学校から改称。
- 前橋市立清里小学校
  - 1874年（明治7年） - 正法寺内に青梨子小学校として開校。
  - 1955年（昭和30年）1月20日 - 群馬郡清里村および新高尾村大字鳥羽、中尾の前橋市への編入に伴い清里村立清里小学校から改称。
- 前橋市立永明小学校
  - 1874年（明治7年）9月1日 - 永明小学校として開校。
  - 1955年（昭和30年）4月1日 - 勢多郡木瀬村大字天川大島、上大島、女屋、上長磯、東上野、野中の前橋市への編入に伴い木瀬村立永明小学校から改称。
- 前橋市立駒形小学校
  - 1873年（明治6年） - 豊受小学校として開校。
  - 1933年（昭和8年） - 木瀬村立増田尋常小学校と合併。
  - 1947年（昭和22年）9月1日 - 木瀬村立笂井小学校へ統合し木頼村立東小学校となる。
  - 1954年（昭和29年）5月1日 - 木瀬村立東小学校から分離、木瀬村立南小学校として開校。
  - 1957年（昭和32年） - 勢多郡城南村の成立により城南村立駒形小学校に改称。
  - 1960年（昭和35年）4月1日 - 勢多郡城南村大字駒形町・東駒形町の前橋市への編入に伴い現在の名称に改称。
- 前橋市立桂萱東小学校
  - 1959年（昭和34年）4月1日 - 前橋市立桂萱小学校より分離、開校。
- 前橋市立荒子小学校
  - 1873年（明治6年）9月 - 荒口小学校として観音寺に開校。
  - 1947年（昭和22年）4月1日 - 荒砥村北小学校に改称。
  - 1957年（昭和32年） - 勢多郡城南村の成立により城南村立荒子小学校に改称。
  - 1967年（昭和42年）5月1日 - 勢多郡城南村の前橋市への編入に伴い現在の名称に改称。
- 前橋市立二之宮小学校
  - 1874年（明治7年）12月24日 - 慈照院に二之宮小学校として開校。
  - 1947年（昭和22年）4月1日 - 荒砥村立南小学校に改称。
  - 1957年（昭和32年） - 勢多郡城南村の成立により城南村立二之宮小学校に改称。
  - 1967年（昭和42年）5月1日 - 勢多郡城南村の前橋市への編入に伴い現在の名称に改称。
- 前橋市立大室小学校
  - 1875年（明治8年） - 開校。
  - 1947年（昭和22年）4月1日 - 荒砥村立大室小学校に改称。
  - 1957年（昭和32年） - 勢多郡城南村の成立により城南村立大室小学校に改称。
  - 1967年（昭和42年）5月1日 - 勢多郡城南村の前橋市への編入に伴い現在の名称に改称。
- 前橋市立笂井小学校
  - 1874年（明治7年）2月 - 笂井小学校として安養院に開校。
  - 1947年（昭和22年）9月1日 - 木瀬村立駒形小学校を統合し木頼村立東小学校に改称。
  - 1954年（昭和29年）5月1日 - 城南村立駒形小学校を分離。
  - 1957年（昭和32年） - 勢多郡城南村の成立により城南村笂井小学校に改称。
  - 1967年（昭和42年）5月1日 - 勢多郡城南村の前橋市への編入に伴い現在の名称に改称。
- 前橋市立大利根小学校
  - 1970年（昭和45年） - 東小より分離、開校。
- 前橋市立桃瀬小学校
  - 1972年（昭和47年） - 桂萱小より分離、開校。
- 前橋市立桃木小学校
  - 1973年（昭和48年） - 桂萱小より分離、開校。
- 前橋市立荒牧小学校
  - 1973年（昭和48年） - 桃川小学校より分離、開校。
  - 前橋市立荒牧小学校・南橘中学校みやま分校
- 前橋市立勝山小学校
  - 1976年（昭和51年） - 総社小より分離、開校。
- 前橋市立元総社南小学校
  - 1977年（昭和52年） - 元総社小より分離、開校。
- 前橋市立山王小学校
  - 1979年（昭和54年） - 桃川小より分離、開校。
- 前橋市立新田小学校
  - 1981年（昭和56年） - 大利根小より分離、開校。
- 前橋市立広瀬小学校
  - 1982年（昭和57年） - 上川淵小より分離、開校。
- 前橋市立元総社北小学校
  - 1982年（昭和57年） - 元総社小より分離、開校。
- 前橋市立大胡小学校
- 前橋市立大胡東小学校
- 前橋市立滝窪小学校
  - 前橋市立滝窪小学校金丸分校
- 前橋市立宮城小学校
- 前橋市立粕川小学校
- 前橋市立月田小学校
- 前橋市立原小学校
- 前橋市立石井小学校
- 前橋市立時沢小学校
- 前橋市立白川小学校
- 前橋市立わかば小学校
  - 2017年（平成29年）4月1日 - 朝倉、天神二校の統合校として旧朝倉小学校校舎に開校。
- 群馬大学共同教育学部附属小学校
- 共愛学園小学校
  - 2016年（平成28年）4月1日 - 開校。

#### 廃校
- 前橋市立嶺小学校 （2015年　芳賀小へ統合）
- 前橋市立中央小学校 （2016年　桃井小へ統合）
- 前橋市立朝倉小学校 （2017年　わかば小へ統合）
- 前橋市立天神小学校 （2017年　わかば小へ統合）
- 前橋市立白川小学校赤城山分校 （1998年休校・2017年廃校）

### 特別支援学校
- 群馬大学共同教育学部附属特別支援学校
- 群馬県立前橋高等特別支援学校
- 群馬県立赤城特別支援学校本校(高等部)
  - 群馬県立赤城特別支援学校群馬大学医学部附属病院内教室
  - 群馬県立赤城特別支援学校前橋赤十字病院内教室
  - 群馬県立赤城特別支援学校群馬中央病院内教室
- 群馬県立しろがね特別支援学校
- 前橋市立前橋特別支援学校
- 群馬県立盲学校
- 群馬県立聾学校
- 特別支援学校若葉高等学園

### 専修学校
- 山崎学園
  - 東日本デザイン&コンピュータ専門学校
  - 東日本ホテルトラベル専門学校
  - 東日本栄養医薬専門学校
  - 群馬調理師専門学校
  - 東日本製菓技術専門学校
- 有坂中央学園
  - 中央情報経理専門学校
  - 群馬法科ビジネス専門学校
  - 中央医療歯科専門学校
  - 中央高等専門学校
  - 中央農業グリーン専門学校
- 前橋東看護学校
- 前橋医療福祉専門学校
- 群馬社会福祉専門学校
- 群馬医療福祉大学付属リハビリ専門学校
- 群馬県高等歯科衛生士学院
- 群馬ブライダルビジネス専門学校
- フェリカ建築&デザイン専門学校

### 各種学校
- 前橋市医師会立前橋高等看護学院
- 前橋市医師会立前橋准看護学校
- 群馬朝鮮初中級学校

### 学校教育以外の施設
- 前橋地区高等職業訓練校（認定職業訓練のための施設）

## ナンバープレート
前橋市と北群馬郡吉岡町は、ご当地ナンバーである前橋ナンバー（群馬運輸支局）が交付される。

## 人口
- 人口：335,055人
  - 男性：164,072人
  - 女性：170,983人
- 世帯数：151,431世帯
- 人口密度：1,075.27人/km2

（2020年（令和2年）12月31日時点）
| |                                        |  |
| 前橋市と全国の年齢別人口分布（2005年） | 前橋市の年齢・男女別人口分布（2005年） |  |
| ■紫色 ― 前橋市 ■緑色 ― 日本全国 | ■青色 ― 男性 ■赤色 ― 女性              |  |
| 前橋市（に相当する地域）の人口の推移 \| 1970年（昭和45年） \| 273,864人 \| \| \| 1975年（昭和50年） \| 293,135人 \| \| \| 1980年（昭和55年） \| 311,121人 \| \| \| 1985年（昭和60年） \| 325,304人 \| \| \| 1990年（平成2年） \| 335,704人 \| \| \| 1995年（平成7年） \| 338,845人 \| \| \| 2000年（平成12年） \| 341,738人 \| \| \| 2005年（平成17年） \| 340,904人 \| \| \| 2010年（平成22年） \| 340,291人 \| \| \| 2015年（平成27年） \| 336,154人 \| \| \| 2020年（令和2年） \| 332,149人 \| \| |                                        |  |
| 総務省統計局 国勢調査より |                                        |  |
| 1970年（昭和45年） | 273,864人                              |  |
| 1975年（昭和50年） | 293,135人                              |  |
| 1980年（昭和55年） | 311,121人                              |  |
| 1985年（昭和60年） | 325,304人                              |  |
| 1990年（平成2年） | 335,704人                              |  |
| 1995年（平成7年） | 338,845人                              |  |
| 2000年（平成12年） | 341,738人                              |  |
| 2005年（平成17年） | 340,904人                              |  |
| 2010年（平成22年） | 340,291人                              |  |
| 2015年（平成27年） | 336,154人                              |  |
| 2020年（令和2年） | 332,149人                              |  |

## 行政
| 代   | 氏名              | 在職期間                                               |
| ---- | ----------------- | ------------------------------------------------------ |
| 初代 | 下村善太郎        | 1892年（明治25年）5月19日 - 1893年（明治26年）6月2日   |
| 2    | 弥城友次郎        | 1893年（明治26年）7月23日 - 1898年（明治31年）9月22日  |
| 3    | 笹治元            | 1898年（明治31年）11月11日 - 1902年（明治35年）5月9日  |
| 4    | 稲葉秀作          | 1902年（明治35年）6月13日 - 1910年（明治43年）1月14日  |
| 5    | 江原桂三郎 (初代) | 1910年（明治43年）2月28日 - 1911年（明治44年）9月20日  |
| 6    | 今鉄平            | 1911年（明治44年）10月23日 - 1913年（大正2年）6月14日  |
| 7    | 木村二郎          | 1913年（大正2年）8月30日 - 1925年（大正14年）8月30日   |
| 8    | 竹内勝蔵          | 1925年（大正14年）9月16日 - 1931年（昭和6年）10月6日   |
| 9    | 田中稲一          | 1931年（昭和6年）11月7日 - 1933年（昭和8年）12月9日    |
| 10   | 江原桂三郎 (2代)  | 1933年（昭和8年）12月24日 - 1941年（昭和16年）12月23日 |
| 11   | 堀康雄            | 1942年（昭和17年）2月23日 - 1946年（昭和21年）11月13日 |
| 12   | 関口志行          | 1947年（昭和22年）4月5日 - 1958年（昭和33年）5月31日   |
| 13   | 石井繁丸          | 1958年（昭和33年）7月12日 - 1978年（昭和53年）7月11日  |
| 14   | 藤井精一          | 1978年（昭和53年）7月12日 - 1988年（昭和63年）1月11日  |
| 15   | 藤嶋清多          | 1988年（昭和63年）2月28日 - 1996年（平成8年）2月27日   |
| 16   | 萩原弥惣治        | 1996年（平成8年）2月28日 - 2004年（平成16年）2月27日   |
| 17   | 高木政夫          | 2004年（平成16年）2月28日 - 2012年（平成24年）2月27日  |
| 18   | 山本龍            | 2012年（平成24年）2月28日 - 2024年（令和6年）2月27日   |
| 19   | 小川晶            | 2024年（令和6年）2月28日就任                           |

### 市長
現市長は小川晶（おがわ あきら）。前群馬県議会議員で、2024年（令和6年）2月4日に行われた市長選挙により選出され、2024年（令和6年）2月28日就任。前任は、山本龍（やまもと りゅう）で、3期・12年間、前橋市長を務めた。4期目を目指し2024年の市長選挙に出馬したが、小川に敗れた。
2004年（平成16年）2月15日の市長選挙（有権者数225,986人、投票率48.83%）の結果は次の通りである。
1. 高木政夫 - 56,232票
2. 萩原弥惣治 - 44,406票
3. 生方秀男 - 8,334票

2008年（平成20年）2月17日の市長選挙（投票率52.40%）の結果は次の通りである。
1. 高木政夫 - 66,006票
2. 金子泰造 - 60,102票
3. 生方秀男 - 7,678票

2012年（平成24年）2月19日の市長選挙（投票率49.06%）の結果は次の通りである。
1. 山本龍 - 65,173票
2. 高木政夫 - 51,552票
3. 亀田好子 - 9,650票
4. 樋口和彦 - 7,037票

2016年 (平成28年) 2月14日の市長選挙 (投票率30.97%) の結果は次の通りである。
1. 山本龍 - 61,903票
2. 樋口和彦 - 21,084票

2020年 (令和2年) 2月9日の市長選挙 (投票率43.16%) の結果は次の通りである。
1. 山本龍 - 49,565票
2. 岩上憲司 - 39,439票
3. 中島資浩 - 12,564票
4. 店橋世津子 - 9,428票
5. 佐田玄一郎 - 7,597票
6. 海老根篤 - 277票

2024年 (令和6年) 2月4日の市長選挙 (投票率39.39%) の結果は次の通りである。
1. 小川晶 - 60,486票
2. 山本龍 - 46,387票

### 市役所及びその関連施設一覧
- 市役所本庁（前橋市大手町二丁目12番1号）
  - 市民サービスセンター上川淵（前橋市後閑町35番地）※上川淵公民館併設
  - 市民サービスセンター下川淵（前橋市鶴光路町701）※下川淵公民館併設
  - 市民サービスセンター桂萱（前橋市上泉町141番地3）※桂萱公民館併設
  - 市民サービスセンター芳賀（前橋市鳥取町817番地）※芳賀公民館併設
  - 市民サービスセンター元総社（前橋市元総社町三丁目1番地1）※元総社公民館併設
  - 市民サービスセンター東（前橋市箱田町543番地1）※東公民館併設
  - 市民サービスセンター総社（前橋市総社町総社1538番地2）※総社公民館併設
  - 市民サービスセンター南橘（前橋市日輪寺町158番地）※南橘公民館併設
  - 市民サービスセンター清里（前橋市青梨子町339番地）※清里公民館併設
  - 市民サービスセンター永明（前橋市小屋原町1758番地3）※永明公民館併設
- 城南支所（前橋市二之宮町1320番地）※城南公民館併設
- 大胡支所（旧大胡町役場）（前橋市堀越町1115番地（旧・勢多郡大胡町大字堀越1115番地））
- 宮城支所（旧宮城村役場）（前橋市鼻毛石町1426番地3（旧・勢多郡宮城村大字鼻毛石1426番地3））
- 粕川支所（旧粕川村役場）（前橋市粕川町西田面216番地1（旧・勢多郡粕川村大字西田面216番地1））
- 富士見支所（旧富士見村役場）（前橋市富士見町田島240番地（旧・勢多郡富士見村大字田島240番地））
- 水道局（前橋市岩神町三丁目13番15号）

### 前橋広域圏における「平成の大合併」の経緯（2000年代）
この地域の合併協議は最終的な決着まで紆余曲折があった。
政府の合併推進施策を受け、以前から結びつきの強かった前橋広域圏（前橋市・大胡町・宮城村・粕川村・富士見村）の首長は、2001年（平成13年）夏に新潟県を視察中、同県弥彦村で会合（いわゆる「弥彦会談」）を行った。この席で、「合併特例法期限内に熟度の高まった所から順次合併」という方針が決められ、関係市町村は合併検討に動き出した。
弥彦会談では、実質的には4町村が「前橋市に編入」で大筋合意となっていた。しかし、富士見村と粕川村は諸事情により、議会から待ったがかかる形となり、2002年（平成14年）に任意合併協議会が開催された時、参加したのは前橋市・大胡町・宮城村であった。4か月後、議会の了承を取り付けた粕川村も任意合併協に加わる。
富士見村は当時の関口村長が自立を表明。しかし市から移住してきた新しい住民などは反発し村長はリコールで失職する。リコールによって「前橋市との合併」という意思が示されたものの、その後就任した星野村長は当初「中立」というスタンスをとった。そして住民投票を行ったところ結果は合併賛成が63%となり、前橋市との1市1村で法定合併協議会を設置する。
この間にも、前橋・大胡・宮城・粕川の合併協議会は順調に進み、2003年（平成15年）秋に合併調印。そして2004年（平成16年）12月5日に合併。前橋・富士見の合併協議も2004年（平成16年）夏に「2005年（平成17年）5月1日合併」で一度は決着し、調印となった。
しかし、その後富士見村議会が合併に反対。2度出された合併議案を共に否決し、星野村長は「自立」表明することになる。合併協議会は解散、合併調印も取り消された。
前橋広域圏は、合併に伴って富士見村1村のみが孤立して残存し、自動的に広域圏行政が消滅することとなった。富士見村は消防など一部行政を前橋市へ事務委託しなくてはならず、合併解消に際しては県の仲裁で何とかこれを取りつけた。
調印を反故にされた形の前橋市側は実質的な報復措置として、富士見村民の前橋市営斎場利用料や市立工科大学入学料をはじめとする優遇措置を廃止、前橋市に通勤・通学する村民以外の市立図書館の利用を禁止した。
これにより、村民は以前よりも不便を強いられることになった。また、広域中学総体や市大会での参加が黙殺され、たとえ優勝などの好成績を得ても表彰されない、という差別があった。さらに、市側は村民が市立前橋高校への入試が不利になる圧力や風潮が見られた。
このような過度に圧力をかけた理由は、2004年の合併における市側の利益や財産が、予想より少なかったという、焦りがみられたためでもある。時間がたつにつれ富士見村の村内社会の分裂が進み、合併を強制的に受け入れざるを得ない一般村民が増えた。
結果、2007年（平成19年）の富士見村長選では合併推進派が村長に当選。さらに村議会議員選でも、合併推進派の勢力が拡大した事に伴い、2008年（平成20年）1月15日に3度目の正直となる合併協議会が設置され、2009年（平成21年）5月5日に富士見村は前橋市に合併された。

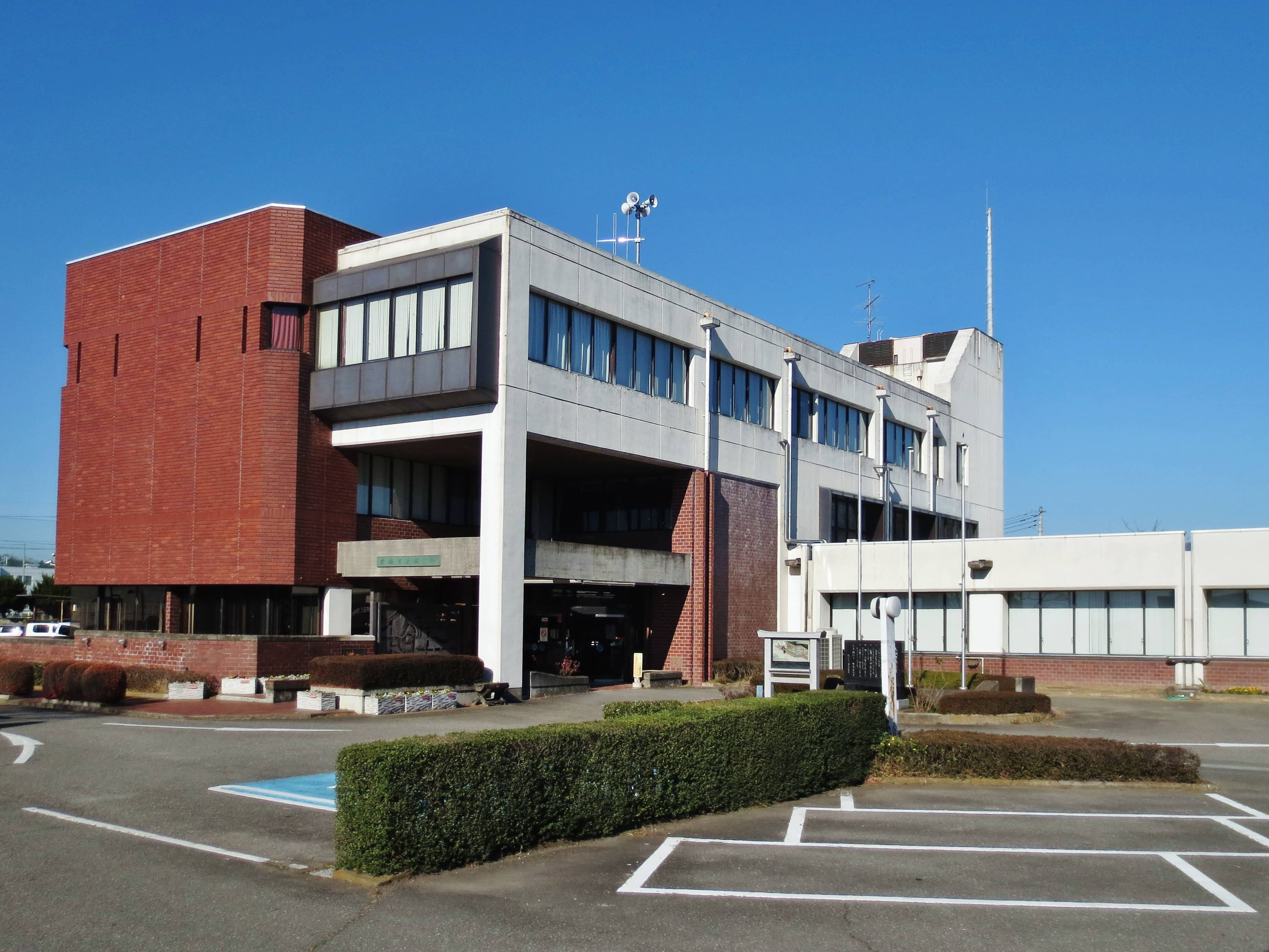
大胡支所
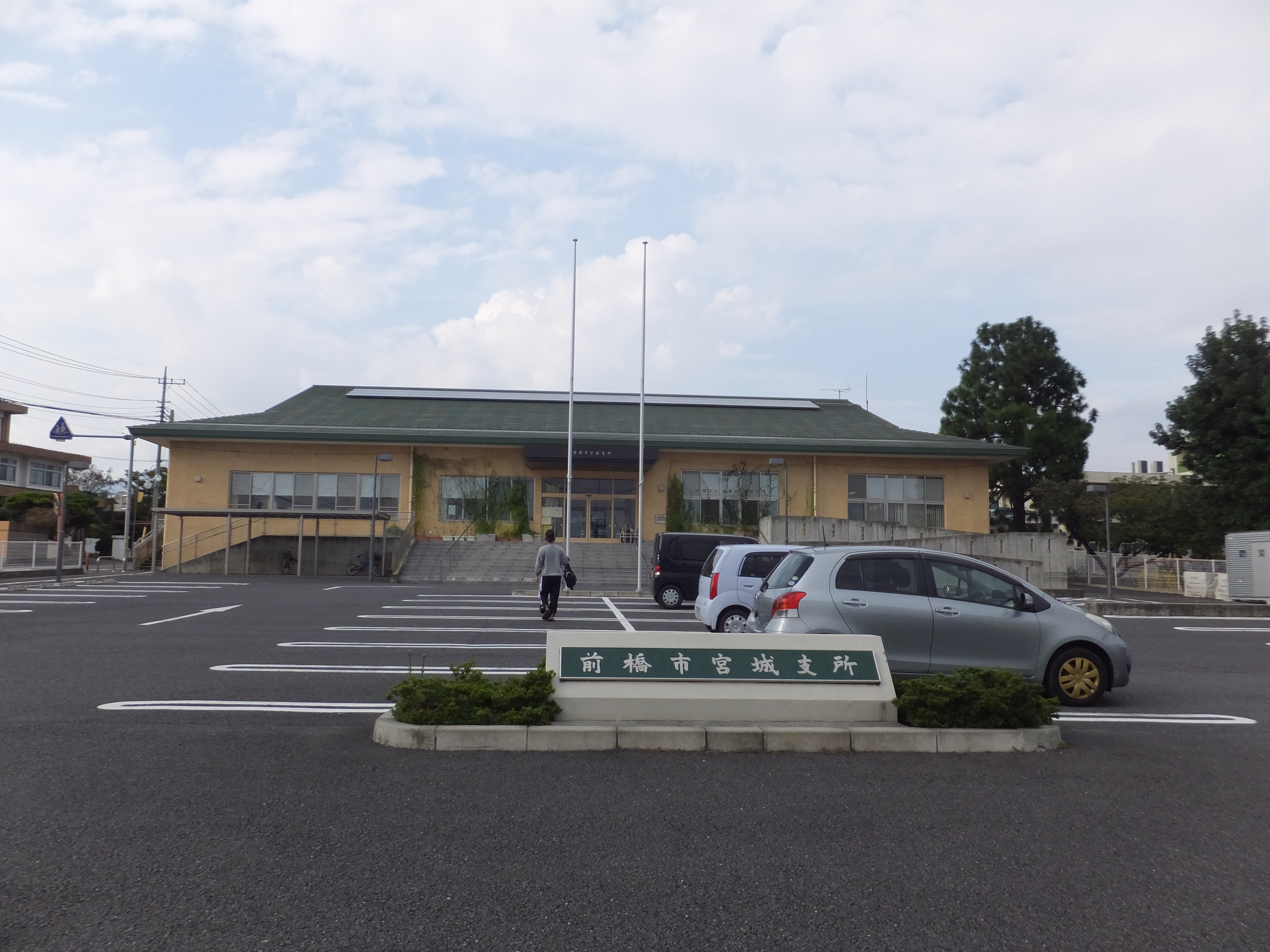
宮城支所
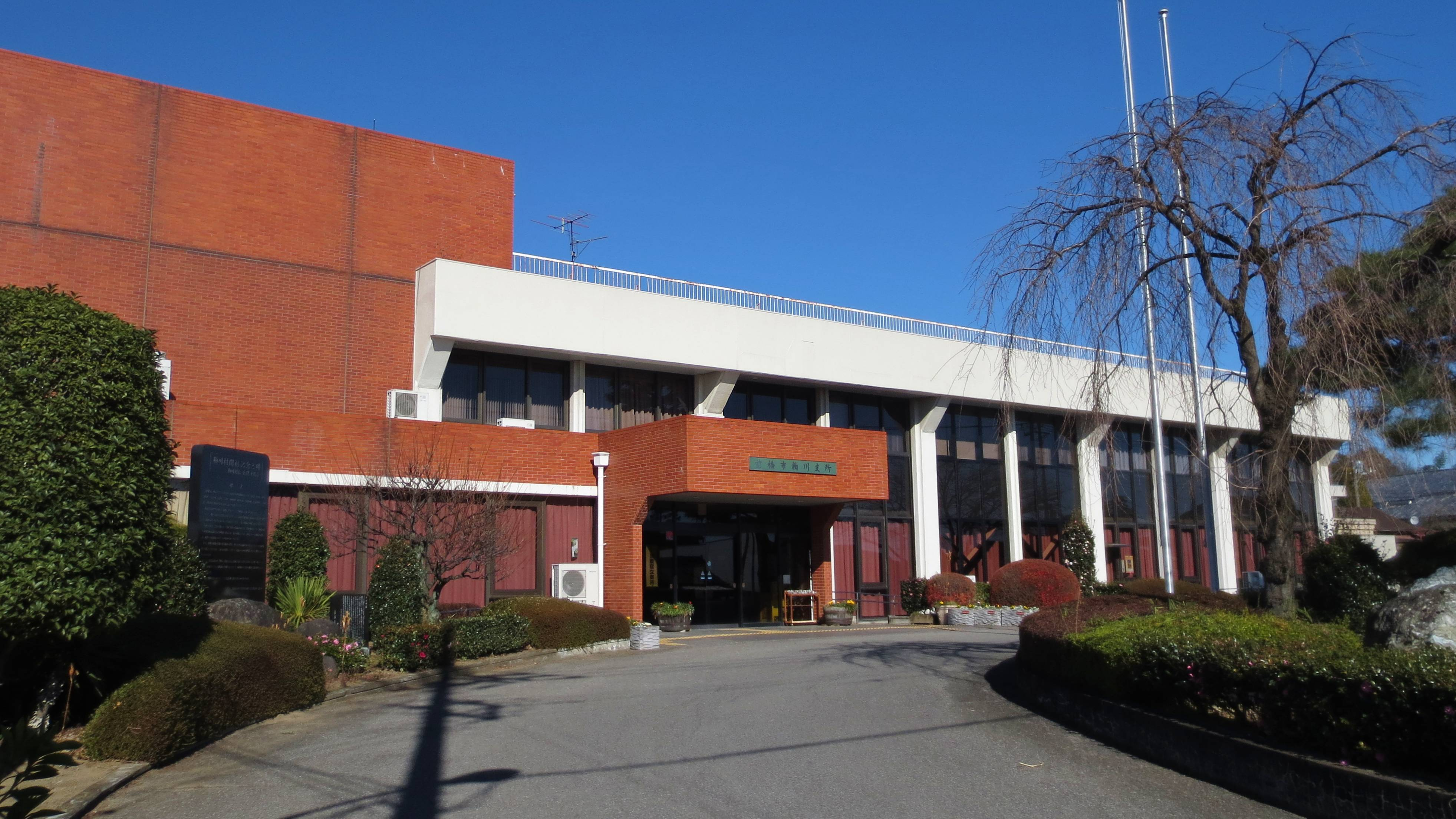
粕川支所
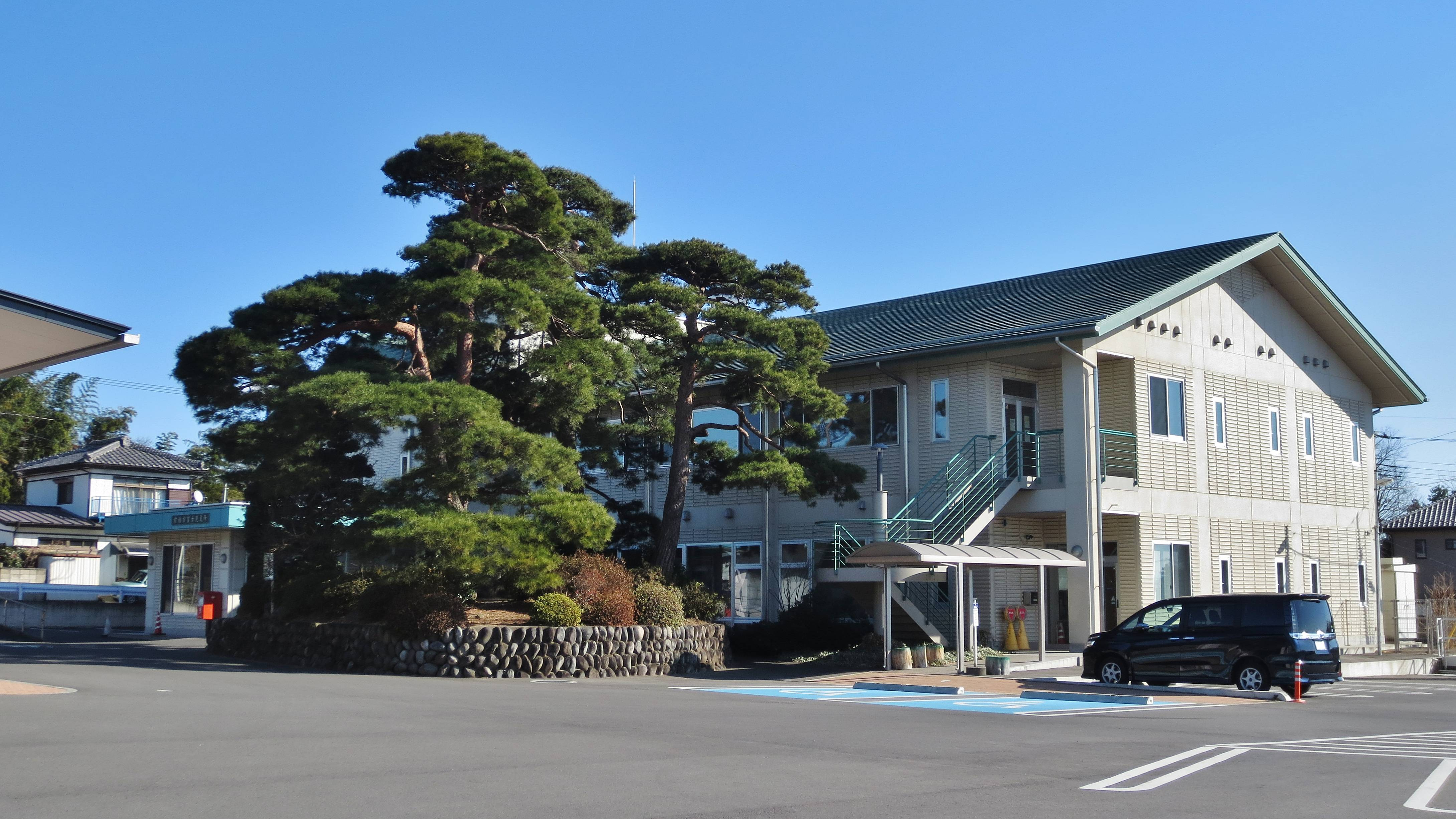
富士見支所

### 住所表記
- 前橋地域は変更なし。
- 大胡地区（旧 勢多郡大胡町）と宮城地区（旧 勢多郡宮城村）は大字の名称の後に町が付く。
  - 勢多郡大胡町大字茂木→前橋市茂木町
  - 勢多郡宮城村大字柏倉→前橋市柏倉町
旧大胡町大字金丸の名称を東金丸町に変更する。（前橋市金丸町の名称が重複してしまうため）
- 粕川地域（旧・勢多郡粕川村）と富士見地域（旧・勢多郡富士見村）は旧村の名称に町を付け、その後に大字の名称が付く。
  - 勢多郡粕川村大字女渕→前橋市粕川町女渕
  - 勢多郡富士見村大字田島→前橋市富士見町田島

### 土木事業
- 国土交通省関東地方整備局高崎河川国道事務所 前橋出張所 - 前橋市元総社町335番地8
- 群馬県前橋土木事務所

## 議会

### 県議会
- 選挙区：前橋市選挙区
- 定数：8人
- 任期：2023年4月30日 - 2027年4月29日[33]
- 投票日：2023年4月9日
- 当日有権者数：273,168人
- 投票率：37.36％

| 候補者名   | 当落 | 年齢 | 党派名       | 新旧別 | 得票数   | 議会所属会派   | 備考     |
| ---------- | ---- | ---- | ------------ | ------ | -------- | -------------- | -------- |
| (小川晶)   | 当   | 40   | 無所属       | 現     | 14,691票 | (リベラル群馬) | [ 注 4 ] |
| 水野俊雄   | 当   | 51   | 公明党       | 現     | 13,761票 | 公明党         |          |
| 宮崎岳志   | 当   | 53   | 日本維新の会 | 新     | 12,159票 | 群馬維新の会   |          |
| 狩野浩志   | 当   | 62   | 自由民主党   | 現     | 11,672票 | 自由民主党     |          |
| 本郷高明   | 当   | 51   | 立憲民主党   | 現     | 10,279票 | リベラル群馬   |          |
| 鈴木数成   | 当   | 53   | 自由民主党   | 新     | 8,643票  | 自由民主党     |          |
| 安孫子哲   | 当   | 51   | 自由民主党   | 現     | 8,549票  | 自由民主党     |          |
| 酒井宏明   | 当   | 57   | 日本共産党   | 現     | 8,049票  | 日本共産党     |          |
| 太古前考俊 | 落   | 45   | 自由民主党   | 新     | 7,250票  | ―――            |          |
| 松島友紀   | 落   | 48   | 無所属       | 新     | 5,339票  | ―――            |          |

### 衆議院
- 任期 ： 2024年（令和6年）10月27日 - 2028年（令和10年）10月26日（「第50回衆議院議員総選挙」参照）

| 選挙区                                | 議員名     | 党派名     | 当選回数 | 備考   |
| ------------------------------------- | ---------- | ---------- | -------- | ------ |
| 群馬県第1区（前橋市、沼田市、利根郡） | 中曽根康隆 | 自由民主党 | 3        | 選挙区 |

## 司法

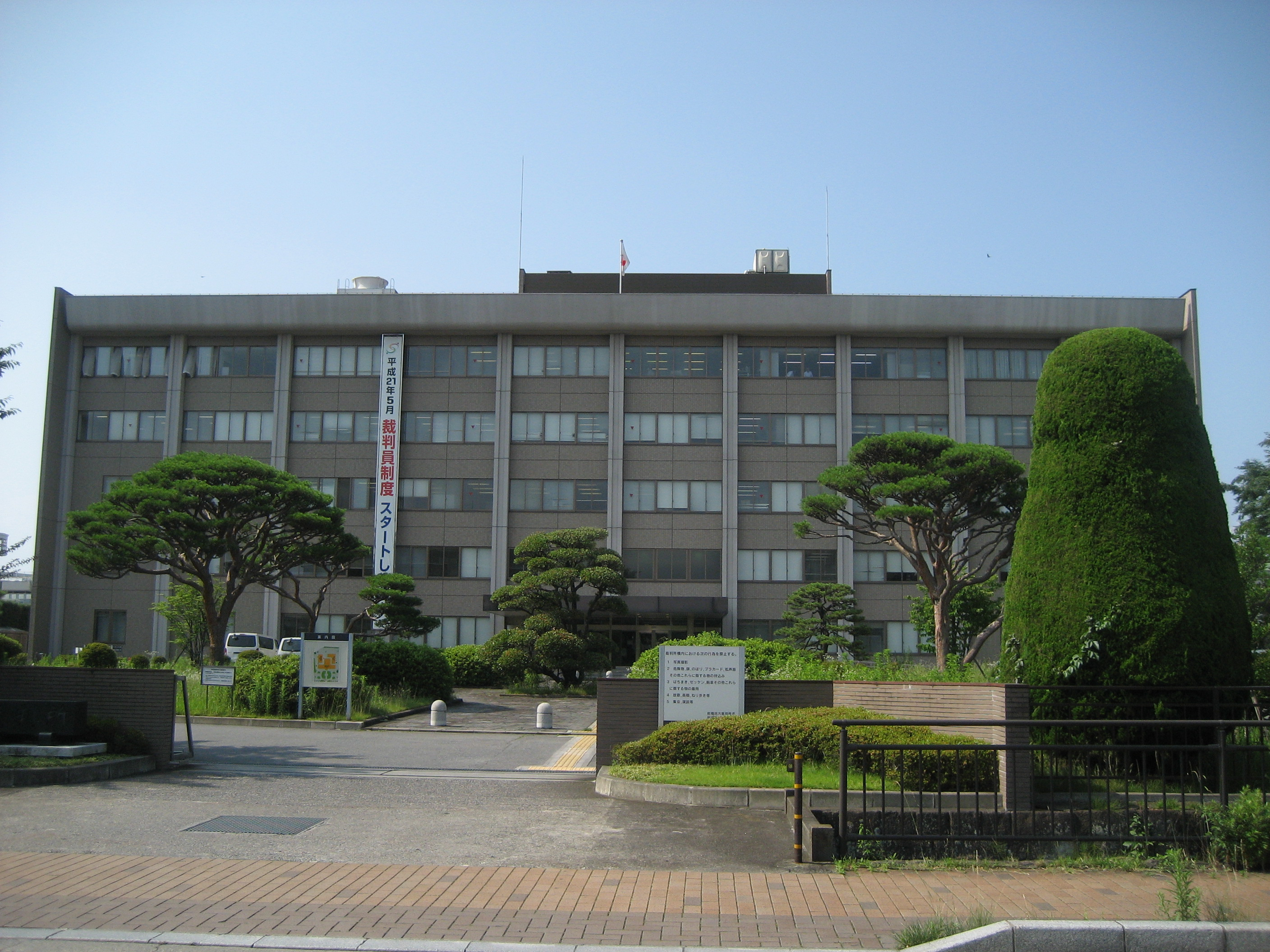
前橋地方裁判所

### 裁判所
- 前橋地方裁判所
- 前橋家庭裁判所
- 前橋簡易裁判所

## 姉妹都市・提携都市
日本国外の3都市、日本国内の1都市と交流関係を結んでいる。前橋市ではいずれも「友好都市」名義である。

### 日本国内
- 萩市（山口県）
  - 2002年（平成14年）12月18日 - 友好都市提携[35][36]

萩出身の初代群馬県令楫取素彦の縁による。前橋市は県庁設置などによって楫取の功績を多としており、前橋公園（建碑当初は高浜公園）に功徳碑が立てられている。

### 日本国外
固有名詞の表記は前橋市のウェブサイトに従った。
- オルビエート市（イタリア共和国ウンブリア州）
  - 1997年（平成9年）12月12日 - 友好都市提携[37][38]

オルビエートと前橋の間には民間団体の交流があったが、1994年（平成6年）より広がりを見せ、両市長の相互訪問を経て、民間主体の交流を支援する「友好都市」としての提携に至った。オルビエート市には「スローシティ（チッタスロー）協会」の本部が置かれていることから、前橋市がスローシティ運動に関心を寄せ、2017年（平成29年）には前橋市の赤城地域（芳賀・大胡・宮城・粕川・富士見地区の一部）がスローシティ協会に加入している。
- バーミングハム市（アメリカ合衆国アラバマ州）[37]
  - 1998年（平成10年）10月21日 - 友好都市提携[37][42]

1993年（平成5年）、前橋市の大工棟梁田子和則が、アラバマ州知事、バーミングハム市長、アラバマ日米協会会長の依頼を受けて、植物園 (Birmingham Botanical Gardens (United States)) の日本庭園に茶室を建設したのが契機。以後、民間交流が盛んとなる。1997年（平成9年）にはアラバマ日米協会から田子に「サムエル・ウルマン賞」が贈られた。この縁でサムエル・ウルマン記念館と前橋文学館の交流も開始。ウルマンの『青春の詩』にちなみ前橋市には「前橋青春の会」が設立され、市民の寄付金により「青春の詩碑」が建設された。
- メナーシャ市（アメリカ合衆国ウィスコンシン州）
  - 2002年（平成14年）8月16日 - 大胡町と姉妹都市提携[43]
  - 2005年（平成17年）8月22日 - 友好都市提携[37]

大胡町で育った伊藤幸男（全米州教育庁長官連合協議会）がメナーシャで日本語教育に携わっていたことが契機となり、1998年（平成10年）度から大胡小学校がメナーシャ市立グロビス小学校と交流を開始。その後、滝窪小学校と同市ジェファーソン小学校との交流も始まり、両市の中学生の相互訪問も行われるようになった。2002年（平成14年）に大胡町とメナーシャ市が姉妹都市提携。2004年（平成16年）、大胡町は前橋市と合併するが、前橋市は大胡町の姉妹都市提携を継承、2005年（平成17年）にあらためて友好都市協定書を取り交わした。

## 経済

### 産業
- 前橋商工会議所
- 前橋商工会議所青年部・緑水会

年間商品販売額（万円）
（2004年（平成16年）度商業統計調査、いずれも調査当時の市部、%は県内に占める割合）
- 前橋市 204,945,840 33.9%
- 高崎市 128,166,720 21.2%
- 太田市 53,805,840 8.9%

年間商品販売額（万円、2004年（平成16年））
204,945,840 （群馬県全体の33.9%を占め、県内第1位）
売場面積（m2、2004年（平成16年））
424,789（群馬県全体の15.4%を占め、県内第1位）
製造品出荷額（百万円、2004年（平成16年））
653,635（群馬県全体の8.6%、太田市のほぼ2分の1であり、大泉町に次いで県内第3位）

### 関東・甲信越エリアを統括する団体・企業
- カネコ種苗本社
- ヤマト本社
- 佐田建設本社
- ジンズ前橋本社
- ナカヨ本社
- ニッパンレンタル本社
- コシダカホールディングス
- サンヨー食品本社工場（登記上の本店は東京）
- ベイシア本部
- アサヒ飲料関東支社
- ザスパ本店
- 昭和食品本社[45]

### 工業
市内各所に合計十七ヶ所の工業団地を造成している（カッコ内は主な進出企業）。
- 前橋一号工業団地（日新電機、ヤクルト、新進）
- 前橋二号工業団地（JVCケンウッド、NSKステアリングシステムズ、ナカヨ通信機）
- 前橋三号工業団地（LIXIL、日本精工）
- 東前橋工業団地（通称「木工団地」）
- 芳賀東部工業団地（すかいらーく、厚木プラスチック株式会社関東工場）
- 芳賀西部工業団地
- 朝倉工業団地（サンヨー食品本社工場、伊藤忠丸紅特殊鋼、吉田鉄工所）
- 力丸工業団地
- 城南工業団地（北関東自動車道伊勢崎ICへ上武道路経由で約3.5km）
- 下川淵工業団地
- 上増田工業団地（北関東自動車道駒形IC至近）
- 五代南部工業団地
- 荒砥工業団地（プラス）

この他、粕川町中之沢に近自然工法を取り入れたサンデンの赤城事業所（サンデンフォレスト）、元総社町に理研鍛造、岩神町に富士機械がある。市内を代表する大工場として、JR前橋駅南東にダイハツ車体本社・工場があったが、2004年（平成16年）11月をもって大分県中津市に移転した（現在のダイハツ九州）。「サッポロ一番」のサンヨー食品は前橋で創業し、現在は朝倉町に本社工場を構える。登記上の本社は東京都港区に置かれている。
2012年（平成24年）12月時点で分譲を行っている工業団地は以下の通り（市工業課）。
- 五代南部工業団地（敷地北端に上武道路開通）

### 農業
前橋市の2007年（平成19年）農業産出額は310億円で、市町村別で全国16位、群馬県内の農業産出額に占める割合も13.8%に達する。ちなみに「平成の大合併」前の2003年（平成15年）農業産出額でも県内一位で、168億6千万円であった。
特徴的なのは、畜産業の産出額210億円（全国6位）、乳用牛の産出額55億円（全国17位）、豚の産出額69億円（全国9位）と畜産関連の生産額が突出していることであり(いずれも農林水産省平成19年農業産出額データより)、これは前橋の農業産出額を全国トップレベルに押し上げている要因でもある。いずれの数値も群馬県内全体の産出額の20%前後のシェアを占めている。近年では「TONTONのまちまえばし」として、官民挙げてPR活動を行っている。
畜産以外でも大正時代から市内の耕地整理を進めており、1980年代までに市内の大部分で耕地整理が行われ、整然と区画された耕地が郊外に広がっている。

### 金融
- 群馬銀行本店
- 東和銀行本店
- あかぎ信用組合本店

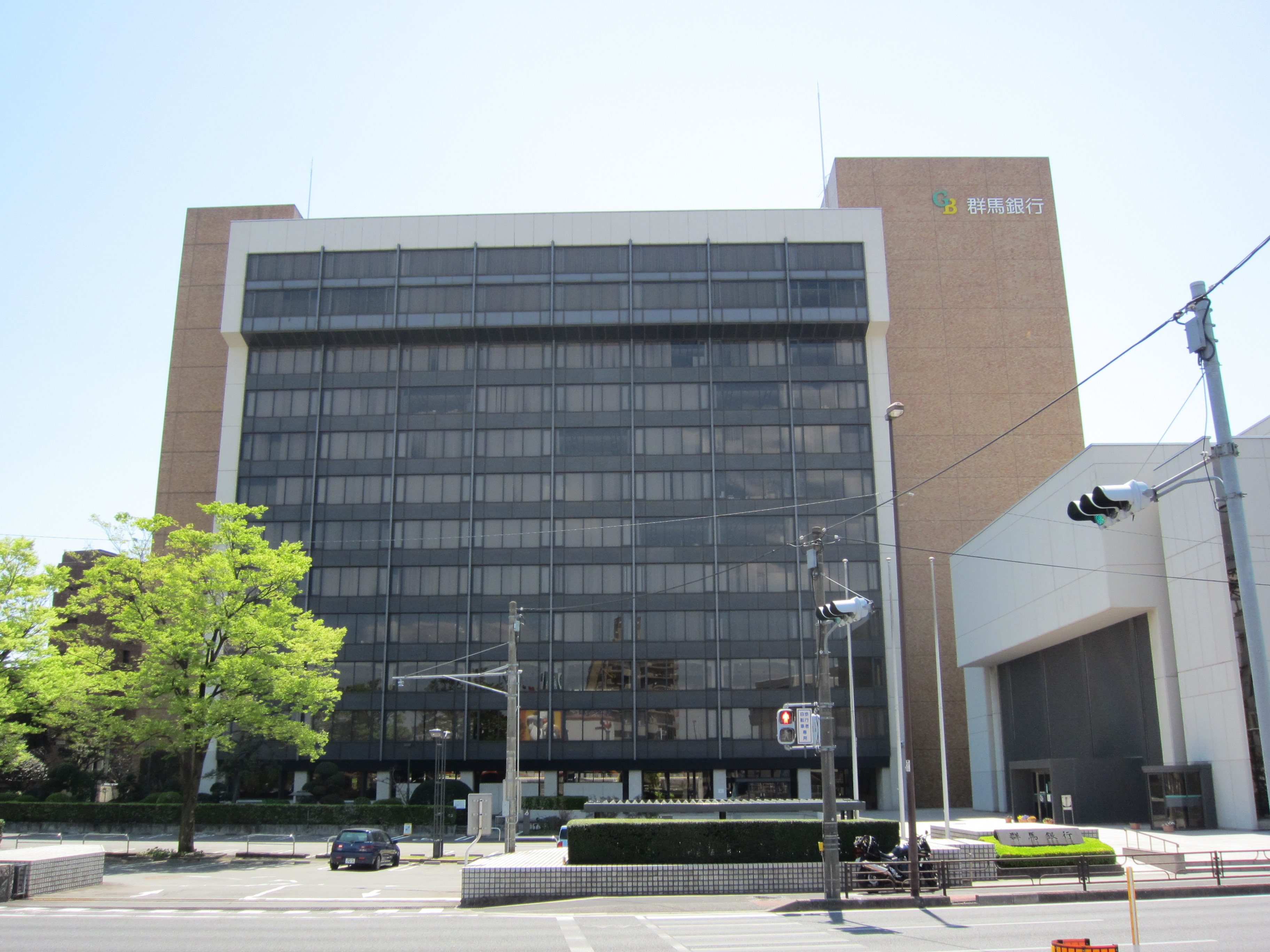
群馬銀行本店

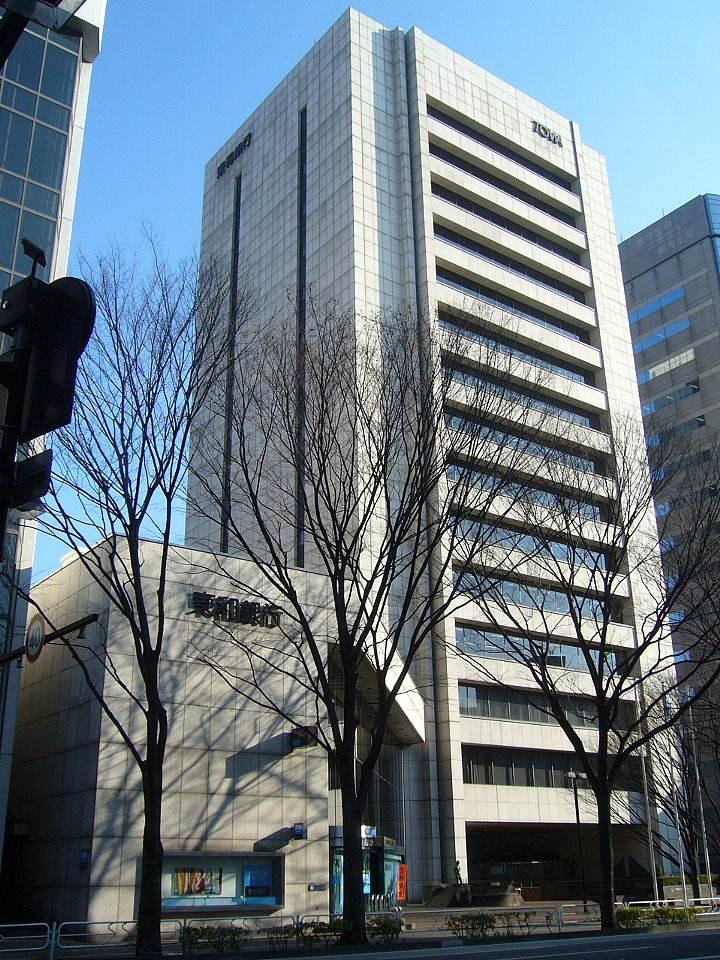
東和銀行本店

- しののめ信用金庫前橋営業部（前橋地区本部）
- 日本銀行前橋支店
- 三井住友銀行前橋支店
- みずほ銀行前橋支店
- りそな銀行前橋支店
- 三井住友信託銀行前橋支店
- みずほ信託銀行前橋支店
- 中央労働金庫前橋支店
- 農林中央金庫前橋事務所
- 商工組合中央金庫前橋支店
- 日本政策金融公庫前橋支店
- ゆうちょ銀行前橋店
- 住宅金融支援機構北関東支店

この他に足利銀行、大光銀行、栃木銀行などの地方銀行、第二地方銀行が支店を置いている。

### 証券
- 三菱UFJモルガン・スタンレー証券前橋支店
- SMBC日興証券前橋支店
- ぐんぎん証券前橋支店

このほかにみずほ証券が前橋プラネットブースを、大和証券グループ本社が前橋営業所を開設している。

### 商業
中心市街地は商業の衰退が著しく、再活性化が目下の最重要課題とされている。反面商業施設は、後述の要因により市街地外周や郊外に多く立地している。
以前の前橋では、千代田町2丁目-5丁目に位置する中心商店街が商業の中心であった。1990年代ごろになると、前橋駅前に出店したイトーヨーカドーやサティなどの大型店舗や、郊外の駐車場完備・ロードサイド展開の専門店などに利用客が流れるようになった。加えてライフスタイルの変化や自動車保有率全国1位という車社会（モータリゼーション）、市の中心駅である前橋駅と離れた商店街の立地、駐車場の不足、市内中心部の人口減少などの要因のほか、旧日本銀行前橋支店跡地の八番街開発の停滞や商店の後継問題なども絡んで商店街の衰退が進み、全国有数の「シャッター商店街」としてマスコミに取り上げられることも多くなった。1972年に6万人近くあった平日の商店街歩行者通行量は、1992年は4万人弱、2004年には1万人程度となった。2020年は8千人程度であり1972年のおよそ1/7にまで激減している。
2000年代以降も中心商店街の外周や郊外にはショッピングセンターが相次いで出店した。2007年3月には前橋駅南東の文京町に大型ショッピングモール「けやきウォーク前橋」が、2009年4月には小屋原町の駒形バイパス沿いに「ガーデン前橋」がオープンした。また中心商店街から東に2.5kmの上泉町にはスーパーマーケットのベイシアが大型店（前橋モール店）を出店したほか、地場スーパーのフレッセイは、駒形町と若宮町、荒牧町に中規模のショッピングセンターのほか、中心街の前橋プラザ元気21内に、前橋プラザ店をオープンさせている。2020年11月には公田町の前橋長瀞線沿いに「ツルヤ前橋南店」がオープンした。
商店街の最盛期には以下に代表される大型店舗があったが、スズラン以外全て中心商店街から移転および撤退した。
- 長崎屋（1964年開店、1985年閉店。前橋東宝の場所に進出）
- 丸井（1968年開店、1986年閉店。丸井跡地は、現在スズラン前橋店新館）
- 前三百貨店（1964年開店、1985年（閉店。※三越提携）
- ニチイ（1972年開店、1993年閉店）
- LIVIN（1975年に西友として開店。後に前橋西武 → LIVIN、2004年閉店。※西友母体）
- LIVIN別館のWALK（1987年開店、2006年閉店）

ニチイは千代田町の店舗を一旦閉店させた後、中心商店街から1.2km北に位置する国領町のグンゼ工場跡地にサティ（前橋サティ）として移転オープンさせた。また、ダイエーも六供町と国領町のシルクプラザ内に2店舗あったが、ダイエーは完全撤退した（※ダイエーの撤退は、イトーヨーカドーやサティとの競合やダイエー自体の業績悪化によるものである）。
2006年1月29日にLIVIN別館で単体として残っていたWALKが閉店したことにより、WALKの中にあったテアトル前橋西友も閉店。後にユナイテッド・シネマが開業するまで前橋市から映画館も全て無くなった。その後テアトル前橋西友跡は、前橋芸術週間という団体の運営により2009年12月4日に名画座「シネマまえばし」（現・前橋シネマハウス）として再オープンしている。
けやきウォークや郊外のショッピングセンターの相次ぐ開業に加えてGMS業態自体の不振により、イトーヨーカドー前橋店は2010年8月16日 に、前橋サティは同年10月17日 に閉店した。その後イトーヨーカドー前橋店はエキータ前橋として、前橋サティは前橋リリカとして再オープンした。
最近まで、イオングループが北関東自動車道前橋南IC南側の農地に超大型ショッピングセンターを建設する計画があった。この土地はかつてカルフールが出店を計画していた場所であり、それよりも広い敷地（約25ha）で、全国最大規模のショッピングセンターとなる予定だった。しかし、関係各署との調整難航や大型店の郊外出店を規制する「まちづくり三法」改正で出店が難しくなったために出店を断念した。
前橋市および地元まちづくり対策協議会は、上記イオン進出予定地含む周辺地域の開発事業「前橋南部拠点地区開発」の主たる事業者をベイシアに決定。ベイシアやカインズホームを核店舗とする、同社最大になる敷地面積23haの「パワーモール前橋みなみ」が2010年12月に第1期オープンした。
家電量販店最大手にまで成長したヤマダ電機は前橋で創業、日吉町に本社を構えていたが2008年7月1日をもって本社を高崎駅東口に移転した。本来は、会社の急拡大に伴い横浜市のみなとみらい地区に本社機能の一部を移し大型店鋪を併設する計画だったが、周辺道路の渋滞を懸念した横浜市側が土地の譲渡売却を断念。その後、JR高崎駅東口へ新本社（ヤマダ電機LABI1高崎）を移転新築した。

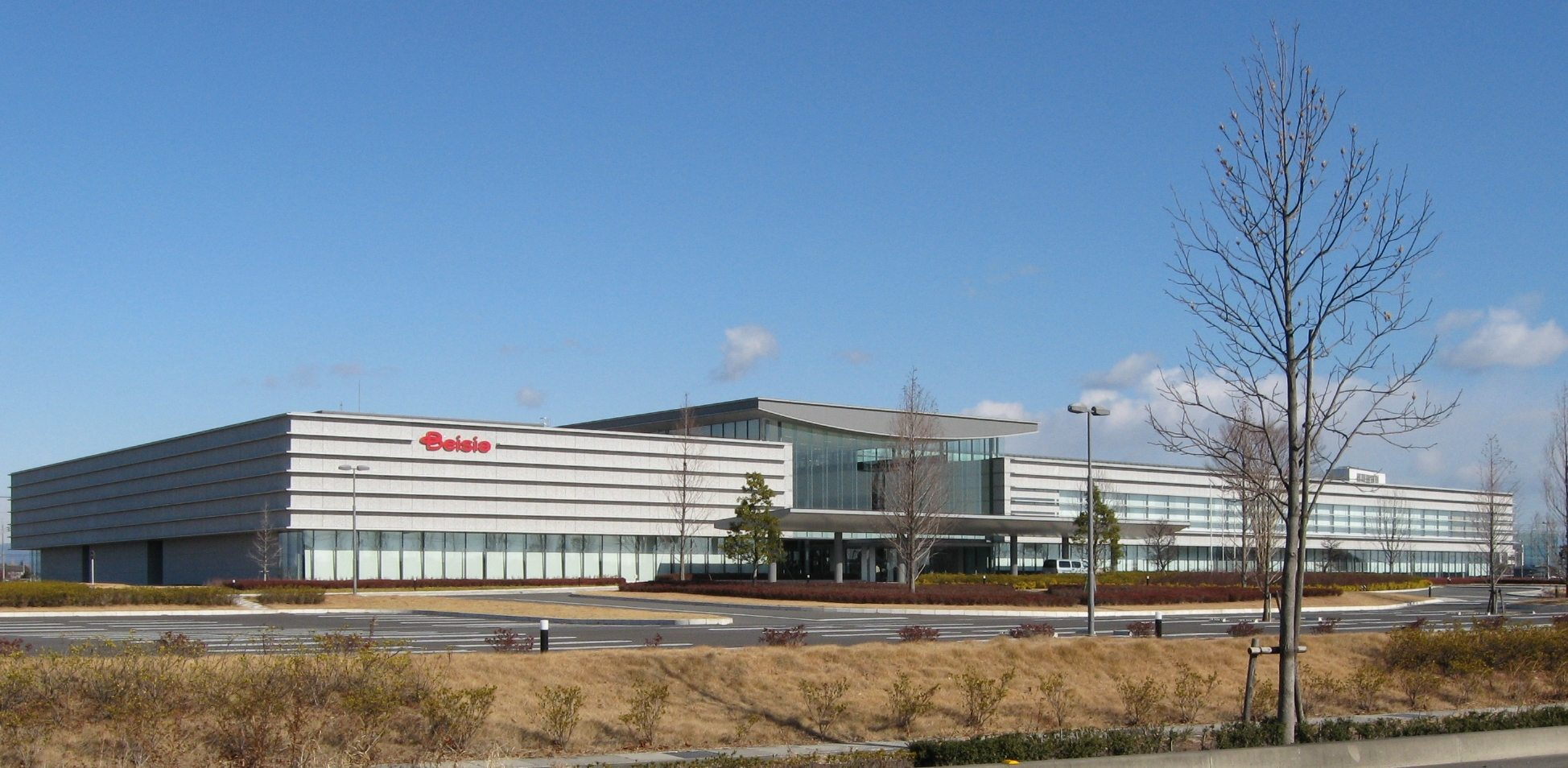
ベイシアビジネスセンター

一方で、ベイシアは前橋に本部を移転した。前橋南ICに近い亀里町に、ベイシア本体とセーブオン・ベイシア電器などグループ企業十社の本社が、創業地の伊勢崎から2006年1月に移転し、業務を開始している。近年ではさらに前橋南IC付近の開発が進み、先述の「パワーモール前橋みなみ」に北関東初進出となるコストコがオープンした。なお、コストコ隣接地にIKEAが土地を取得しており、2024年1月18日にIKEA前橋がオープンした。また前橋南IC北西の公田町に、ツルヤ前橋南ショッピングパークが2020年11月にオープンした。同年12月にはエキータ前橋が改装し、アクエル前橋としてオープンした。

## 文化

### 文化施設
図書館
- 群馬県立図書館
- 群馬県立点字図書館
- 前橋市立図書館
- 前橋こども図書館

美術館・博物館
- 群馬県立文書館
- 広瀬川美術館
- アーツ前橋
- 水と緑と詩のまち前橋文学館
- 中之沢美術館
- 赤城高原・青春の美術館
- 北関東造形美術館
- イサハイ・ベル・イマージュ美術館
- 浅見明子淡彩ギャラリー木洩れ日館

劇場・ホール
- ベイシア文化ホール
- 前橋市民文化会館
- 前橋テルサ
- 群馬会館

スポーツ施設
- グリーンドーム前橋（前橋競輪場）
- 前橋市民体育館
- 群馬県 馬事公苑
- 群馬県総合スポーツセンター
  - ぐんまアリーナ
  - ぐんま武道館
  - ぐんま武道館弓道場
  - アイスアリーナ
- 敷島公園
  - 陸上競技場(正田醤油スタジアム群馬)
  - 野球場(上毛新聞敷島球場)
  - サッカー・ラグビー場
  - 群馬県立敷島公園水泳場
- 前橋市宮城体育館
  - 水泳場
- 前橋市大渡温水プール
- 前橋総合運動公園
  - 前橋市民球場
  - 陸上競技・サッカー場
- 宮城総合運動場
- 大胡総合運動公園

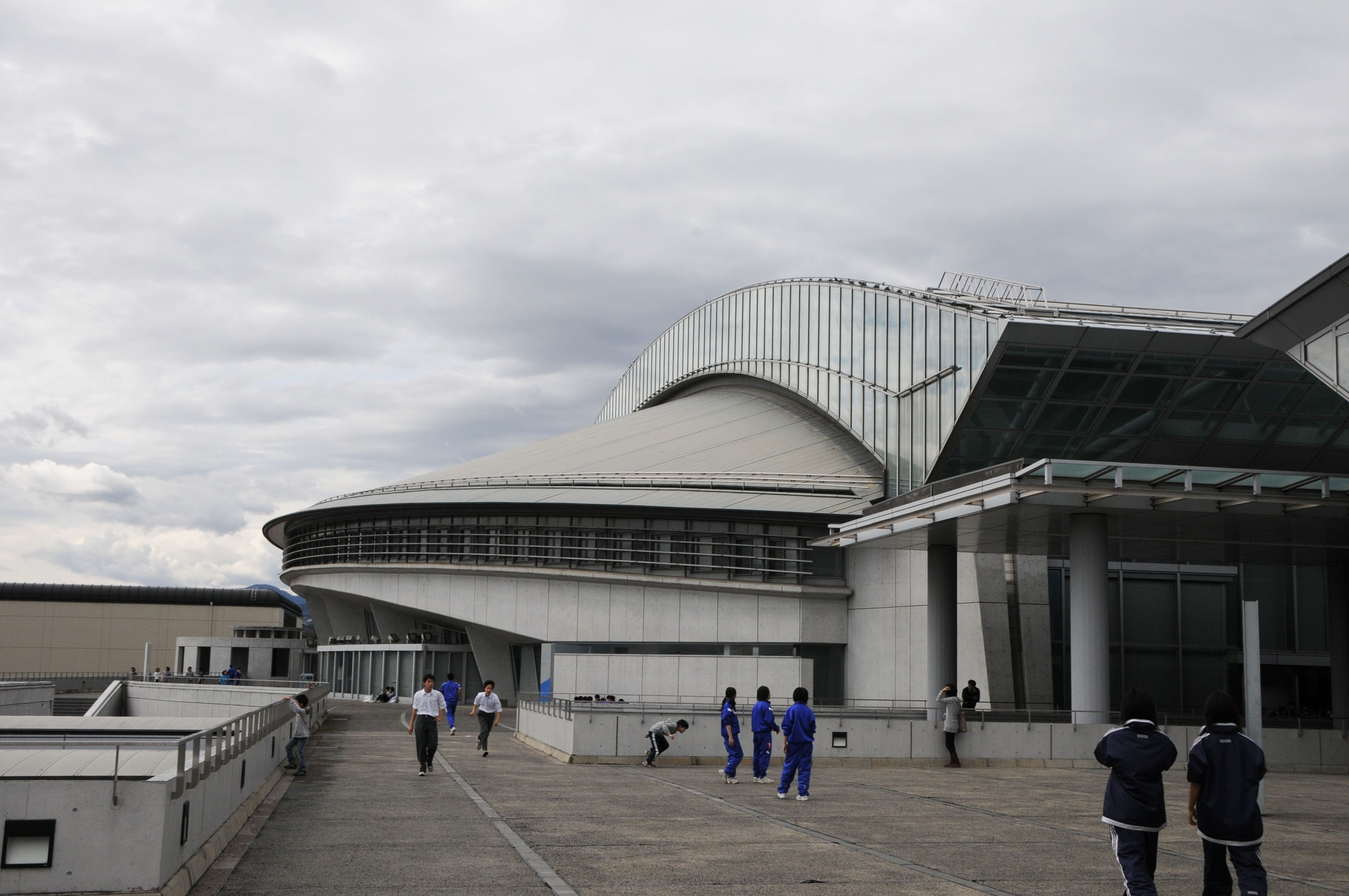
ぐんまアリーナ

- 下増田運動場(コーエィ前橋フットボールセンター)
- 赤城山スキー場

映画館
- ユナイテッド・シネマ前橋
- 前橋シネマハウス

遊園地
- るなぱあく

### スポーツチーム
- ザスパクサツ群馬 - Jリーグ所属
- 群馬銀行グリーンウイングス - V.LEAGUE DIVISION2 WOMEN所属

## 宗教

### 神社
旧県社
- 前橋八幡宮
- 前橋東照宮
- 総社神社
- 赤城神社 (前橋市三夜沢町)

旧郷社
- 二宮赤城神社
- 大胡神社

旧村社
- 赤城神社 (前橋市富士見町赤城山)
- 産泰神社
- 愛宕神社
- 岩神稲荷神社
- 近戸神社 (前橋市粕川町月田)

### 仏教寺院
天台宗
- 龍蔵寺（青柳大師）
- 善勝寺
- 光巌寺
- 珊瑚寺

真言宗
- 前橋厄除大師（蓮華院）
- 日輪寺

浄土宗
- 大蓮寺
- 養林寺

浄土真宗
- 妙安寺

曹洞宗
- 龍海院
- 長昌寺
- 橋林寺
- 元景寺
- 釈迦尊寺
- 祝昌寺
- 長善寺
- 長興寺

日蓮宗
- 本応寺

### キリスト教教会
- 前橋カトリック教会
- 前橋教会
- 前橋キリスト教会
- 前橋ハリストス正教会
- 前橋聖マッテア教会

## 交通
JR両毛線の前橋駅は、名目上は県の代表駅であるが、実質的には新幹線も停車する高崎駅がその役割を担っている。また、中心市街地へは前橋駅ではなく、上毛電気鉄道の中央前橋駅の方が至近である。2021年3月13日のダイヤ改正にて前橋駅 - 高崎駅間の特急「あかぎ」が廃止となり、当駅への特急列車の乗り入れがなくなった。このためJR線上にある都道府県所在地の代表駅としては、唯一定期優等列車の発着が無い駅となっている。
前述の通り、市の商業施設の郊外移転や自動車保有率全国1位という車社会から、公共交通機関の利用者は減少傾向にある。特にバスにおいては1990年代より不採算路線の相次ぐ廃止や上毛電鉄の路線バス事業撤退、自治体による欠損補助を受けて運行を維持する路線の拡大など深刻な状況下にある。

### 鉄道

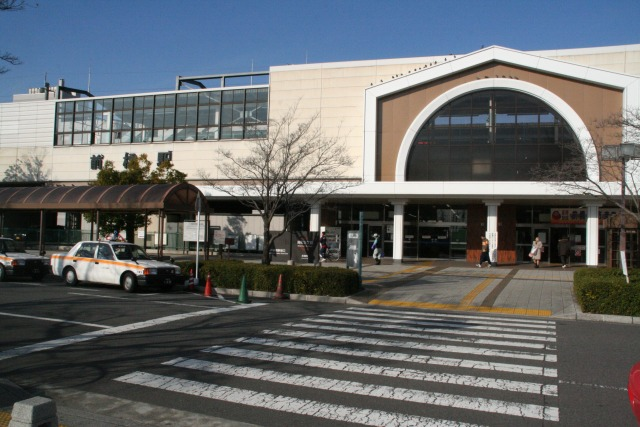
前橋駅南口

- 東日本旅客鉄道（JR東日本）
  - ■上越線・■吾妻線
    - - 新前橋駅 - 群馬総社駅 -

  - ■両毛線・■上野東京ライン・ 湘南新宿ライン※上野東京ライン・湘南新宿ラインは前橋駅までの運転
    - - 新前橋駅 - 前橋駅 - 前橋大島駅 - 駒形駅 -
      - かつては前橋大島駅付近に東前橋駅が、下増田町に下増田駅が設置されていたが、1968年の両毛線全線電化に際して休止（実質廃止）、1987年に正式廃止されている。
- 上毛電気鉄道
  - ■上毛線
    - 中央前橋駅 - 城東駅 - 三俣駅 - 片貝駅 - 上泉駅 - 赤坂駅 - 心臓血管センター駅 - 江木駅 - 大胡駅 - 樋越駅 - 北原駅 - 新屋駅 - 粕川駅 - 膳駅 -

### ケーブルカー

#### 廃止・休止
- 赤城登山鉄道
  - 赤城山ケーブルカー
    - 赤城山頂駅

### ロープウェイ

#### 廃止・休止
- 東武興業
  - 赤城山ロープウェイ　―　廃止。

### バス
- 関越交通 - 前橋コミュニティバス「マイバス」（北循環・南循環など）
- 日本中央バス
- 永井バス - 前橋コミュニティバス「マイバス」（西循環・東循環）
- 群馬中央バス
- 群馬バス
- 上信観光バス
- 赤城タクシー

利用者が多い前橋駅と県庁前の区間においては、6社がダイヤを調整して、2022年度から等間隔運行される。

#### 高速バス
- 関越交通
- 日本中央バス
- 千葉交通（関越交通と東京ディズニーランド・成田空港線（アザレア号）を共同運行）
- 富士急バス（関越交通と富士急ハイランド線を季節限定で共同運行）
- 東京空港交通（日本中央バスと羽田空港線を共同運行）
- 西東京バス（関越交通と高崎・伊香保・四万温泉号八王子線を共同運行）

### 道路

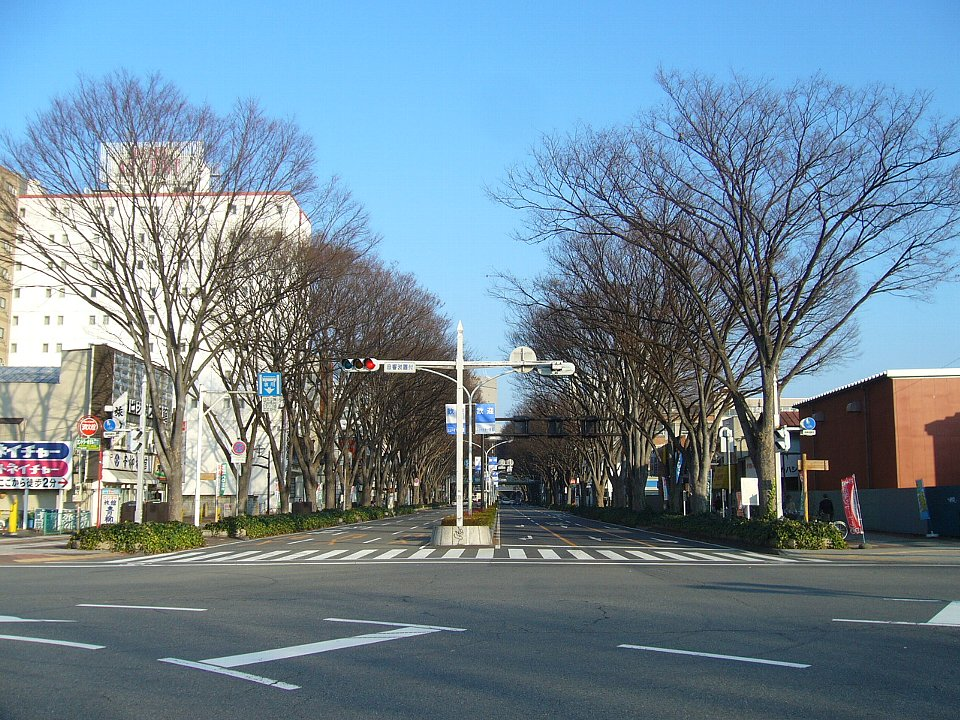
県道17号のケヤキ並木（前橋駅前）

#### 高速道路
- E17 関越自動車道：11 前橋IC（高崎市中尾町と前橋市鳥羽町に跨っている）
- E50 北関東自動車道：1 前橋南IC（鶴光路町、新堀町、下阿内町）、2 駒形IC（駒形町、小屋原町）
- 以上の他、E17 関越自動車道 7 高崎IC（高崎市京目町）は昭和大橋を介して前橋市公田町に至近、11-1 駒寄スマートIC（北群馬郡吉岡町）は前橋市池端町に隣接。

#### 国道
- 国道17号
  - （市街地の一部のみ「竪町通り」と呼ばれる。「竪町（たつまち）」は1966年以前の市街の旧町名）
  - 高崎前橋バイパスが本道化。旧道は群馬県道12号前橋高崎線。
  - バイパス部は、現道とは別経路で市街東部 - 北部の郊外を横断。「上武道路」と称する。
  - 田口町交差点以西の前橋渋川バイパスは2010年（平成22年）3月に開通した。
- 国道50号
  - 今井町交差点以東の前橋笠懸道路が2007年（平成19年）に都市計画決定された。
- 国道353号
  - 赤城山南麓の概ね標高300 m - 500 m辺りを東西に通過している。
- 国道291号（始点が本町（国道17号・国道50号交点）で、前橋市内は田口町の田口町南交差点までは国道17号との重複区間）

#### 県道（主要地方道）
- 群馬県道2号前橋館林線

（旧称・前橋古河線。下大島町以東は「駒形バイパス」が本道化）
- 群馬県道3号前橋大間々桐生線（大胡県道）
- 群馬県道4号前橋赤城線（赤城県道）
- 群馬県道6号前橋箕郷線
- 群馬県道10号前橋安中富岡線
- 群馬県道11号前橋玉村線
- 群馬県道12号前橋高崎線
- 群馬県道・埼玉県道13号前橋長瀞線

（利根川左岸を通る「前橋長瀞バイパス」も本道）
- 群馬県道15号前橋伊香保線（「吉岡バイパス」が本道化）

- 群馬県道16号大胡赤城線
- 群馬県道17号前橋停車場線
- 群馬県道25号高崎渋川線
- 群馬県道27号高崎駒形線（通称・高駒線）
- 群馬県道34号渋川大胡線
- 群馬県道40号藤岡大胡線
- 群馬県道74号伊勢崎大胡線
- 群馬県道76号前橋西久保線

#### 主な市道
- 国体道路 (利根川東岸の道路。沿線にグリーンドーム前橋、敷島公園、県総合スポーツセンター)
- 東部環状線
  - 通称「東部バイパス」。全線片側2車線。県道2号（天川大島町交差点）、国道50号、県道3号、県道4号と国道17号（群大病院東交差点）を連絡する。
- 西部環状線
  - 国道17号線（元総社町南交差点）と県道12号を連絡する。さらに南部大橋線を介して県道11号、県道2号（天川大島町交差点）を連絡する。
- 江田天川大島線
  - 西部環状線の南側で江田町・天川大島町間を連絡する片側二車線の環状線。県道11号との重複部、朝倉町内の一部区間が開通。

#### 道の駅
- ぐりーんふらわー牧場・大胡
- 赤城の恵
- ふじみ
- まえばし赤城

### ヘリコプター
- 雄飛航空 - 成田ヘリ・エクスプレス（群馬ヘリポート）

## メディア
- NHK前橋放送局
- 群馬テレビ
- FM群馬
- まえばしCITYエフエム
- 上毛新聞社

## 観光

### 観光地・植物園
- 敷島公園（ばら園）
- 前橋公園
- 赤城南面千本桜
- 赤城ローズ&ベリーガーデン

- ぐんまフラワーパーク
- 赤城高原牧場クローネンベルク
- 赤城温泉郷
- 赤城山、大沼、覚満淵

### 名所・旧跡
- 前橋城

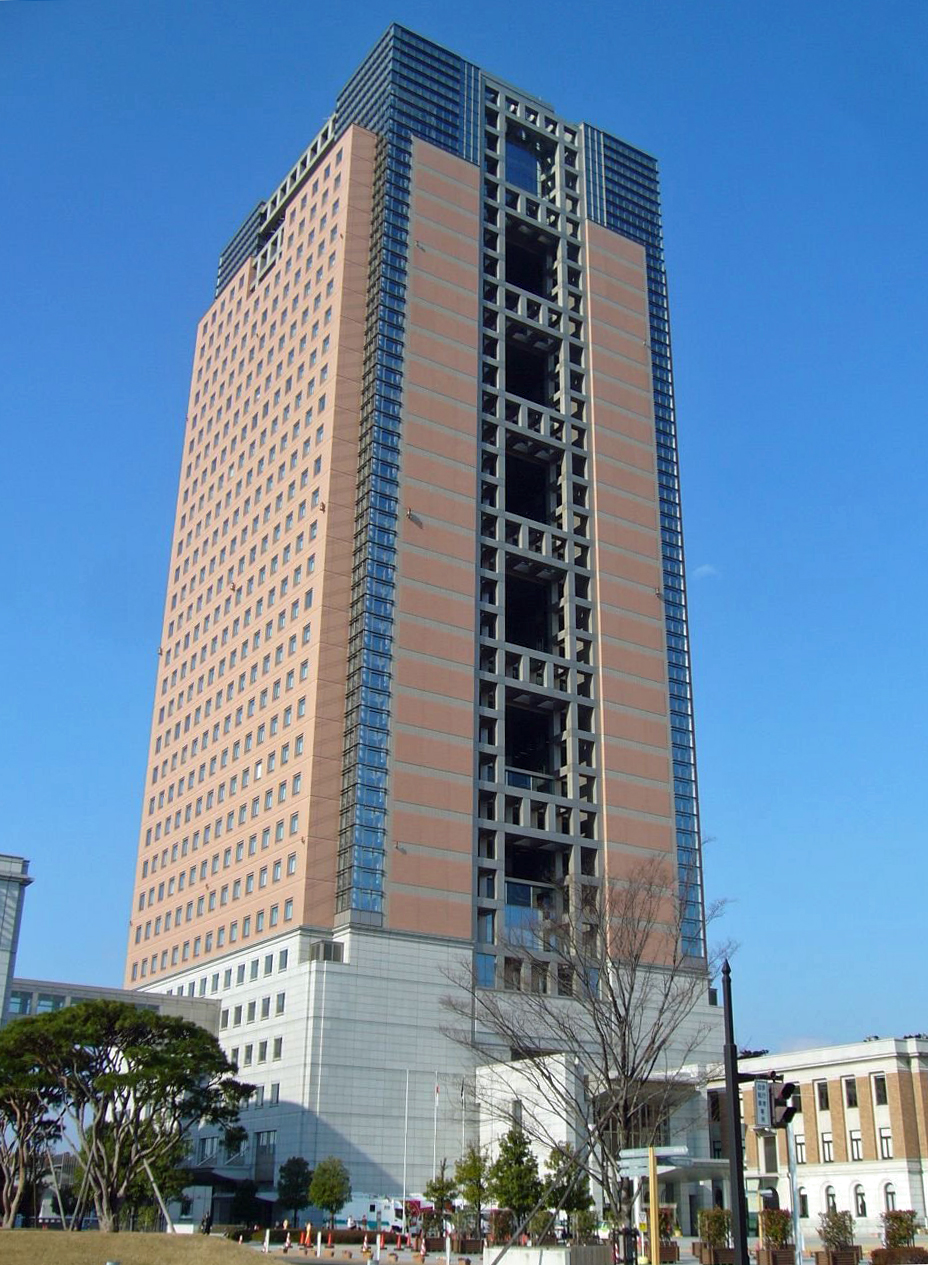
群馬県庁舎

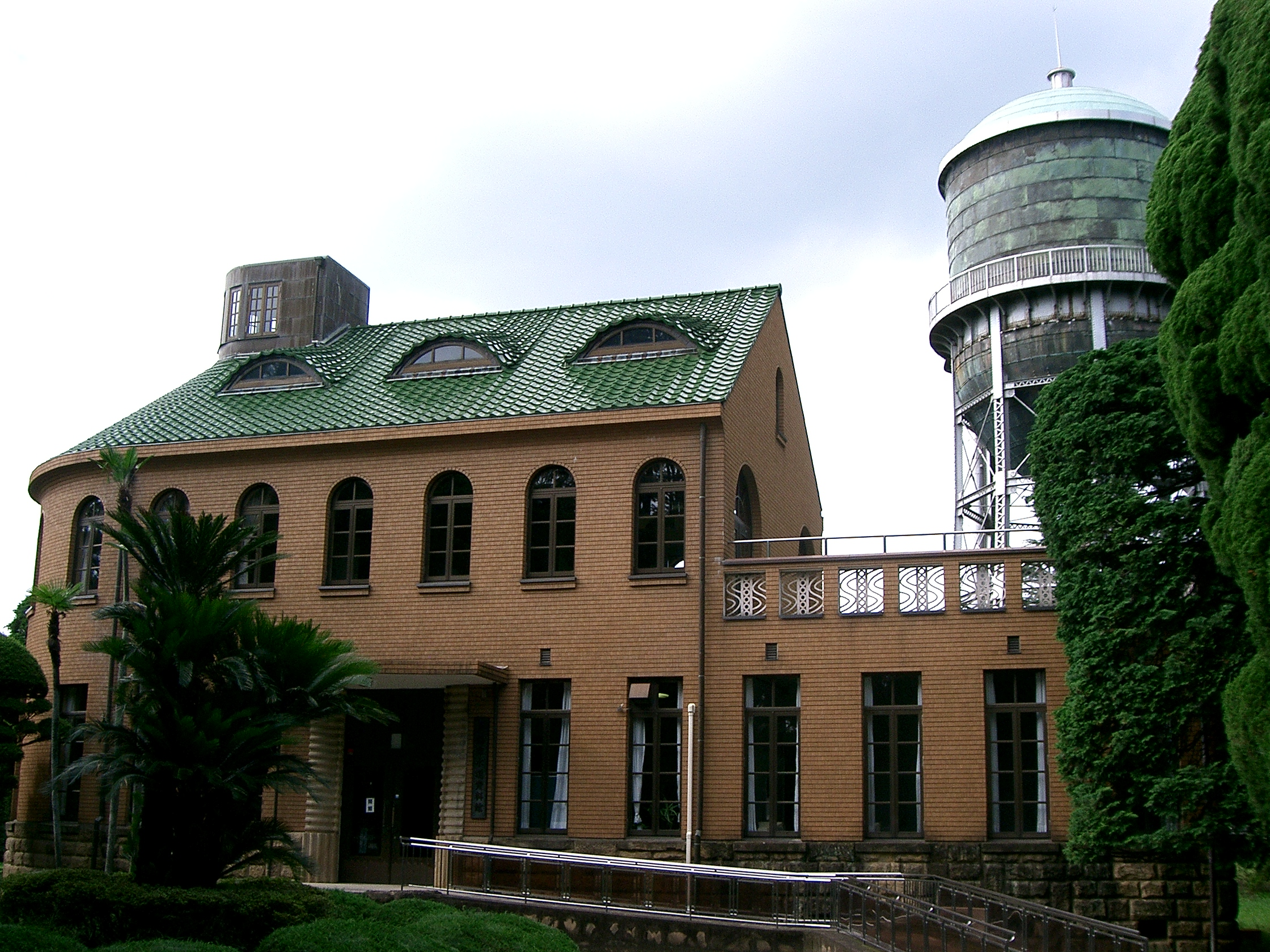
水道資料館

- 群馬県庁舎 - 32階を展望ホールとして開放。昭和庁舎も現存。
- 群馬会館
- 前橋市水道資料館
- 萩原朔太郎記念館
- 前橋市蚕糸記念館
- 藩営前橋製糸所跡
- 臨江閣（国の重要文化財）
- 上毛電気鉄道上毛線 大胡駅舎・大胡車両区車両検査庫・大胡電気区建屋
- 赤城神社
- 上野国分寺跡（国の史跡）
- 山王廃寺跡（国の史跡）
- 大室公園・大室古墳群（前二子古墳、中二子古墳、後二子古墳、小二子古墳）
- 総社古墳群（総社二子山古墳、総社愛宕山古墳、宝塔山古墳、蛇穴山古墳、遠見山古墳、王山古墳）
- 朝倉・広瀬古墳群（八幡山古墳、前橋天神山古墳、前橋二子山古墳、山王金冠塚古墳）
- 滝沢の不動滝
- 膳城（県指定史跡）
- 岩神の飛石（国の天然記念物）
- 阿久沢家住宅（国の重要文化財）

### 祭
- 前橋初市まつり（1月9日、だるま市）
- 赤城山雪まつり（2月）
- 赤城南面千本桜まつり（4月中下旬）
- 赤城神社例大祭（5月5日、太々神楽）
- 前橋七夕まつり（7月）
- 大胡祇園まつり（7月）
- 前橋花火大会（8月第2土曜日）
- 赤城山夏祭り（8月）
- 前橋まつり（10月）
- 酉の市祭（11月）

### スポーツイベント
- 前橋シティマラソン（4月下旬）
- あかぎ大沼・白樺マラソン（8月下旬）
- まえばし赤城山ヒルクライム大会（9月下旬、自転車競技）

### 名物・特産物
- 創作こけし
- 焼きまんじゅう
- ソースカツ丼

### 上毛かるた関連
- 「け」
  - 前橋市蚕糸記念館―群馬県の重要文化財。
  - 旧安田銀行担保倉庫―登録有形文化財。
  - 臨江閣―群馬県の重要文化財。前橋市の重要文化財。
  - 前橋るなぱあく―登録有形文化財。
- 「ろ」
  - 船津伝次平の像
  - 船津伝次平の墓―群馬県の史跡。
  - 横室の歌舞伎衣装―群馬県の重要文化財。
  - 横室の大カヤ－天然記念物。
- 「す」
  - 大洞赤城神社
  - 三夜沢赤城神社―群馬県の重要文化財。
  - 二宮赤城神社

## 出身著名人

### 政治家
- 青木秋夫 - 第70代群馬県議会議長
- 青柳秀夫 - 元参議院議員、元愛知県知事（公選初代、官選第39代）
- 伊藤顕道 - 元参議院議員
- 内山岩太郎 - 元神奈川県知事（公選第1 - 5代、官選第25代）、元外交官
- 梅津錦一 - 元参議院議員
- 江原芳平 - 元貴族院議員、（旧）群馬銀行頭取、前橋商工会議所初代会頭
- 金子与重郎 - 元衆議院議員
- 狩野浩志 - 第93代群馬県議会議長
- 桑原功 - 元衆議院議員
- 小島源三郎 - 元秋田県知事（官選第22代）、元静岡市長
- 佐田一郎 - 元参議院議員、元参議院商工委員長、佐田建設創業者
- 佐田玄一郎 - 元衆議院議員、元内閣府特命担当大臣、元衆議院議員運営委員長
- 清水一郎 - 元群馬県知事（公選第9-12代）、第47代群馬県議会議長
- 清水留三郎 - 元衆議院議員、元外務政務次官
- 下村善右衛門 - 元衆議院議員、初代前橋市長・下村善太郎の長男
- 菅野義章 - 第74代群馬県議会議長
- 鈴木貫太郎 - 第42代内閣総理大臣[注 7]、海軍大将、枢密院議長（第20・22代）
- 鈴木強平 - 元衆議院議員、元参議院議員、元首都建設政務次官
- 関口安太郎 - 元衆議院議員
- 田邊誠 - 元衆議院議員、第11代日本社会党委員長
- 中沢丈一 - 第81代群馬県議会議長
- 中村紀雄 - 第79代群馬県議会議長
- 羽生田進 - 元衆議院議員、元科学技術政務次官
- 羽生田俊 - 元参議院議員、元厚生労働副大臣 、元日本医師会副会長
- 広田達雄 - 元埼玉県蕨市長（第3代）
- 宮崎岳志 - 元衆議院議員、作家、元上毛新聞記者

### 官僚
- 重原久美春 - 国際公務員、元経済協力開発機構（OECD） 副事務総長。
- 堤富男 - 通産官僚、元通商産業事務次官。

### 実業家
- 田中仁 - ジンズ社長
- 速水堅曹 - 前橋藩士（生まれは川越藩士）、日本初の器械式製糸所である藩営前橋製糸所開設、富岡製糸場所長。
- 堀江裕介 - dely創業者・社長。
- 三村明夫 - 新日本製鐵元社長・元会長、日本経済団体連合会元副会長、日本商工会議所会頭。
- 福田尚久 - 日本通信代表取締役社長、元Apple本社副社長、前橋工科大学理事長。
- 腰高博 - コシダカホールディングス代表取締役社長
- 井田毅 - サンヨー食品元社長
- 岩上敦宏 - アニプレックス代表取締役社長

### 文化人
- 萩原朔太郎 - 詩人。
- 萩原恭次郎 - 詩人。
- 平井晩村 - 詩人。
- 伊藤信吉 - 詩人、文芸評論家。
- 高橋元吉 - 詩人。
- 井上武士 - 作曲家。
- 宮田東峰 - ハーモニカ奏者、作曲家。
- 遠藤隆吉 - 思想家、社会学者、教育者。
- 高畠素之 - 思想家。
- 南城一夫 - 画家。
- 有川美亀男 - 歌人。群馬大学教授。
- 木暮正夫 - 作家。
- 神海英雄 - 漫画家。
- 清水和夫 - 教育学者。
- 富山和子 - 環境問題評論家。
- 松下宏 - 自動車評論家。
- 糸井重里 - コピーライター。
- 小栗康平 - 映画監督。
- 清水崇 - 映画監督。
- ふくだみゆき - 映画監督、アニメーション作家。
- 三遊亭小圓遊 - 落語家。
- 神田松鯉 - 講談師。
- 三遊亭竜楽 - 落語家。
- 立川がじら - 落語家。
- 豊田有恒 - 作家。
- 樋口有介 - 小説家。
- 横澤彪 - 元テレビプロデューサー、のち吉本興業相談役。
- 立川談之助 - 落語家。
- 福島弘和 - 作曲家。
- 阿部智里 - 小説家。
- 水野眞由美 - 俳人。
- 永井潔 - 画家。

### メディア人
- 生方恵一 - 元NHKアナウンサー、現フリーアナウンサー。
- 下境秀幸 - NHKアナウンサー [53]。
- 渡邉卓哉 - 元フジテレビアナウンサー
- 増田和也 - 元テレビ東京アナウンサー
- 戸丸彰子 - フリーアナウンサー。
- 松尾英里子 - 元日本テレビアナウンサー、現フリーアナウンサー。
- 青柳美保 - フリーアナウンサー。
- 坐間妙子 - 気象予報士。元エフエム群馬＆北陸放送アナウンサー。
- 関口奈美 - 気象予報士。元NHK前橋放送局契約キャスター。

### スポーツ選手
- 青木瀬令奈 - 女子プロゴルファー。
- 猪谷千春 - 日本人初の冬季五輪金メダリスト（スキー男子回転）。
- 横澤由貴 - アテネオリンピック銀メダリスト（柔道女子52kg級）。
- 奈良恵里加 - パラリンピック4大会出場、金メダリスト（女子競泳）。
- 石橋史匡 - 元プロ野球選手、現：MLBのロサンゼルス・ドジャースの傘下アドバンスルーキーリーグのオグデン・ラプターズ（en:Ogden Raptors）のコーチ。
- 持田盛二 - 剣道十段。昭和天覧試合優勝。
- 太田哲也 - レーシングドライバー、モータージャーナリスト。
- 藤口光紀 - 元サッカー選手（元日本代表）、Jリーグ元理事、浦和レッズ元社長。
- 小島伸幸 - 元プロサッカー選手（元日本代表）、サッカー解説者、サッカー指導者（JFA 公認S級コーチ）。
- 服部浩紀 - 元プロサッカー選手、サッカー指導者（JFA 公認S級コーチ）。
- 鳥居塚伸人 - 元プロサッカー選手、サッカー指導者（JFA 公認S級コーチ）。
- 細貝萌 - プロサッカー選手（元日本代表）。
- 宮嶋祐槻 - プロサッカー選手。
- 吉江豊 - プロレスラー。
- グラン浜田 - プロレスラー。
- 井野卓 - プロ野球選手（東京ヤクルトスワローズ）。
- 大嶋匠 - 元プロ野球選手（北海道日本ハムファイターズ）。
- 中利夫 - 元プロ野球選手（中日ドラゴンズ）。
- 滋野文夫 - 水泳選手。
- 福島正幸 - 元競輪選手。
- 後閑信一 - 競輪選手。
- 稲村成浩 - 競輪選手。
- HisokA - 女子プロレスラー。

### 芸能
- 櫻井翔 - 嵐のメンバー。群馬県生まれ。両親が前橋市出身。
- 葉山三千子 - 女優、谷崎潤一郎の義妹、『痴人の愛』のナオミのモデルとされる。
- 田中敦子 - 声優
- マサ小浜 - ギタリスト
- 石川浩司 - パーカッショニスト、たまのメンバー
- 水野愛日 - 声優
- 古澤融 - 声優
- 茂木淳一 - タレント
- 彩乃かなみ - 元宝塚歌劇団月組トップ娘役
- 玉川良一 - 俳優
- 伊藤毅 - 俳優
- 手島実優 - 女優
- あやまん監督 - あやまんJAPANリーダー
- 奥野敦士 - ROGUEボーカル
- 阿部由美子 - 元タレント、実業家（芸能事務所社長）
- 有希俊彦 - 元俳優

### その他
- 船津伝次平 - 農業研究家、「明治の三老農」の一人。
- 小渕志ち - 三河地方の絹製糸工業に貢献した人物。
- 久川藤太郎 - 稲荷藤節を編み出す。
- 羽鳥重郎 - 医学博士、台湾ツツガムシ病の発見など難病の研究に業績を残した。
- 羽鳥又男 - 台南市長、羽鳥重郎（又男の生家の分家筋）を頼り台湾へ渡った。
- 上泉伊勢守信綱 - 戦国時代の兵法家、剣聖。
- 佐藤俊夫 - 会計学者、元国士舘大学学長。
- 岩崎勇 - 経済学者。
- NIGO - ファッションデザイナー。
- 井野将之 - ファッションデザイナー。
- 髙荷義之 - イラストレーター。
- 鈴木直義 - 獣医師。
- 青木朋 - 漫画家。
- 臼井二美男 - 義肢装具士。
- 津久井磯 - 助産師。
- 加部究 - スポーツライター。
- 鷹匠政彦 - 漫画原作者。
- 谷喬夫 - 政治学者。
- 佐藤光展 - ジャーナリスト。

### ゆかりのある人物
- 楫取素彦 - 初代群馬県令、貴族院議員、NHK大河ドラマ『花燃ゆ』のヒロイン「文」（後の楫取美和子）の夫。
- 楫取寿 - 吉田松陰の妹（次女）、楫取素彦の最初の妻。
- 楫取美和子（文） - 吉田松陰の妹（三女）、久坂玄瑞に嫁いだが禁門の変で未亡人となった後、姉（寿）の元夫楫取素彦と再婚。
- 新井領一郎 - 実業家。楫取寿（楫取素彦の妻）から吉田松陰の短刀を託され渡米。生糸の直輸出に成功。
- 星野長太郎 - 実業家、衆議院議員。実弟（新井領一郎）をアメリカへ派遣。
- 深沢雄象 - 前橋藩士（川越藩士）、実業家。
- 前橋二十五人衆 - 群馬県庁誘致に尽力した下村善太郎を中心とした前橋の有力者25名。
- 山崎正 - 作詞家、春日八郎『お富さん』、三橋美智也『前橋音頭』など。
- 6代目三遊亭円楽 - まえばし観光大使を務める。市内の寺に寿陵を建立[54][55]。
- 萩原葉子 - 作家。萩原朔太郎の娘。
- 室生犀星 - 詩人、作家。萩原朔太郎と交流、来橋滞在し詩作。
- 草野心平 - 詩人。在住して上毛新聞に勤務。
- 山田昇 - 実業家。前橋でヤマダ電機を創業。
- 岸由一郎 - 学芸員。

### 大名
- 酒井氏 - 譜代大名、前橋城主。
- 酒井重忠 - 前橋藩初代藩主。
- 酒井忠清 - 前橋藩4代藩主、下馬将軍と俗称された大老。
- 酒井忠恭 - 前橋藩9代藩主、老中、姫路城へ移転。
- 松平氏 - 前橋城主、御家門の越前松平家。
- 松平朝矩 - 姫路城より前橋城さらに川越城へ移転。
- 松平直克 - 川越城より再築された前橋城へ移転。幕府の政治総裁職を務めた後、最後の前橋藩主。
- 松平直泰 - 松平大和守家17第目で現当主。現在は、群馬県前橋市に在住。博喩堂報恩舎会長。
- 秋元氏 - 譜代大名、総社城主。
- 秋元長朝 - 総社藩初代藩主。
- 秋元泰朝 - 総社藩2代藩主、後に谷村藩へ。
- 牧野氏 - 譜代大名、大胡城主。
- 牧野康成 - 大胡藩初代藩主。
- 牧野忠成 - 大胡藩2代藩主、後に長岡藩へ。

## 前橋を舞台とした作品
- リンダリンダリンダ - 架空の地方都市が舞台だが、前橋工業高校跡地や貸しスタジオなど前橋がロケ地になった[56]。
- SOUL CATCHER(S) - 群馬県を舞台とした吹奏楽漫画。「前橋ホタル祭り」「式々公園（敷島公園がモデル）」が登場する[57][58]。
- そして父になる - 前橋市住吉町の電器店「TSUTAYA」、利根川などがロケ地として使用された[59]。
- 耳かきランデブー - 吉本興業の「地域発信型映画」として、ロケがすべて前橋市で行われている[60]。
- 今日から俺は!! - 前橋市の中心商店街でロケが行われた[61]。
- 青の帰り道 - 前橋市と東京が舞台[62]。
- 前橋ウィッチーズ　- 2025年のアニメ。前橋を舞台に魔女を目指す5人の女子高生の成長物語。脚本吉田恵里香[63]。

## 備考
- ザスパクサツ群馬（Jリーグのサッカークラブ。ホームスタジアムを当市（正田醤油スタジアム群馬）に置く。)
- 前橋刑務所（明治時代に築かれたレンガ塀が残っている希少な刑務所。）
- 市外局番は市内全域において「027」
- 郵便番号は「371-XXXX」、「379-XXXX」、「370-XXXX」
- 2008年（平成20年）には全国都市緑化フェアが前橋市と高崎市を中心会場、伊勢崎市と太田市をサテライト会場として開催された。
- 『とんねるずのみなさんのおかげでした』（フジテレビ）内で行われた『ジェントルジャンケン』のロケが前橋市中央通りアーケードなどでロケが行われた。記念にダーイシ招き猫が設置されている。
- 第38回国民体育大会が前橋市を主会場として1983年に開催された。
- スマイルボウリング